# Biserica de lemn din Inău (Târgu Lăpuș)

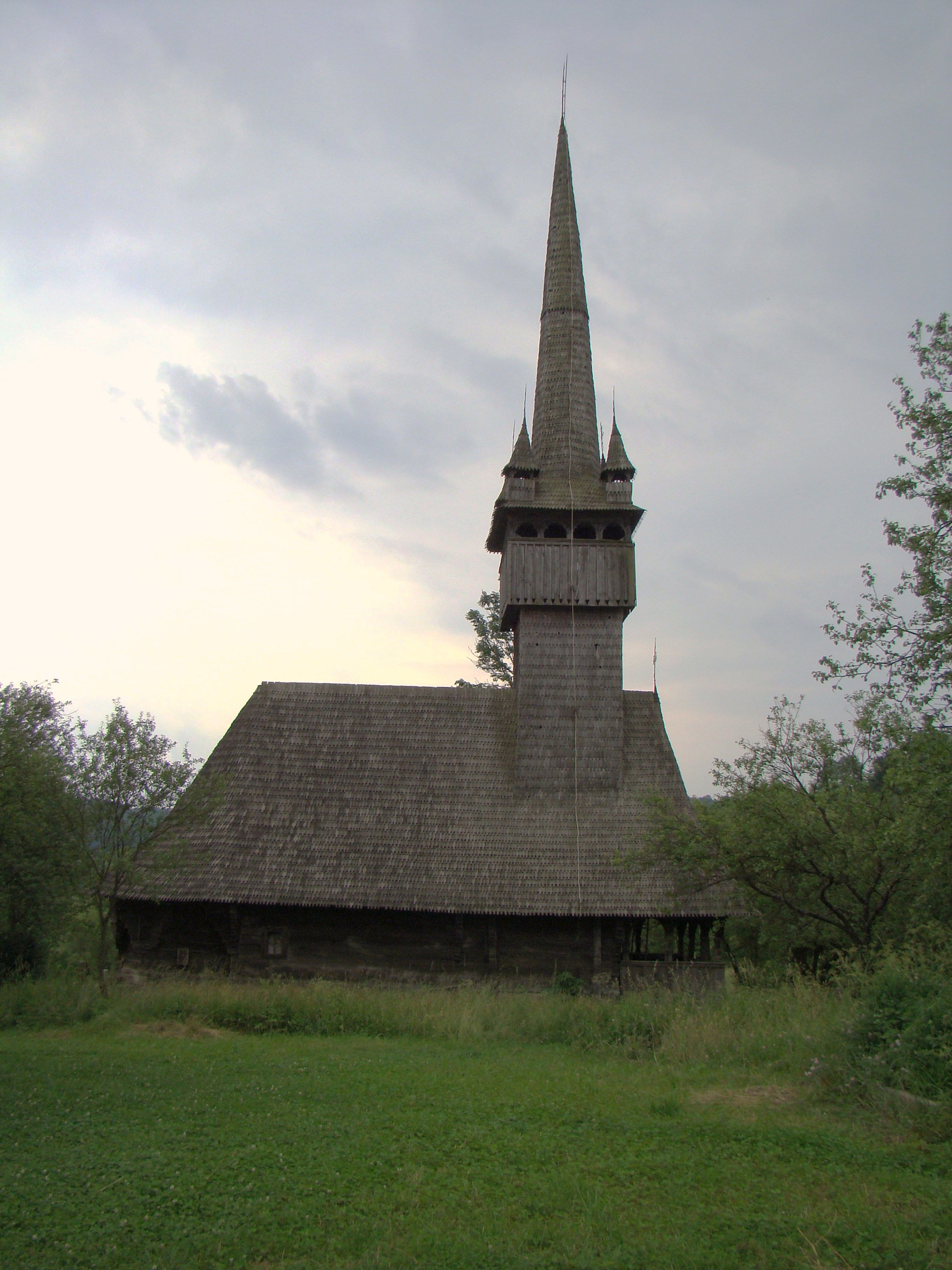
Biserica de lemn din Inău, județul Maramureș, foto: iunie 2009.

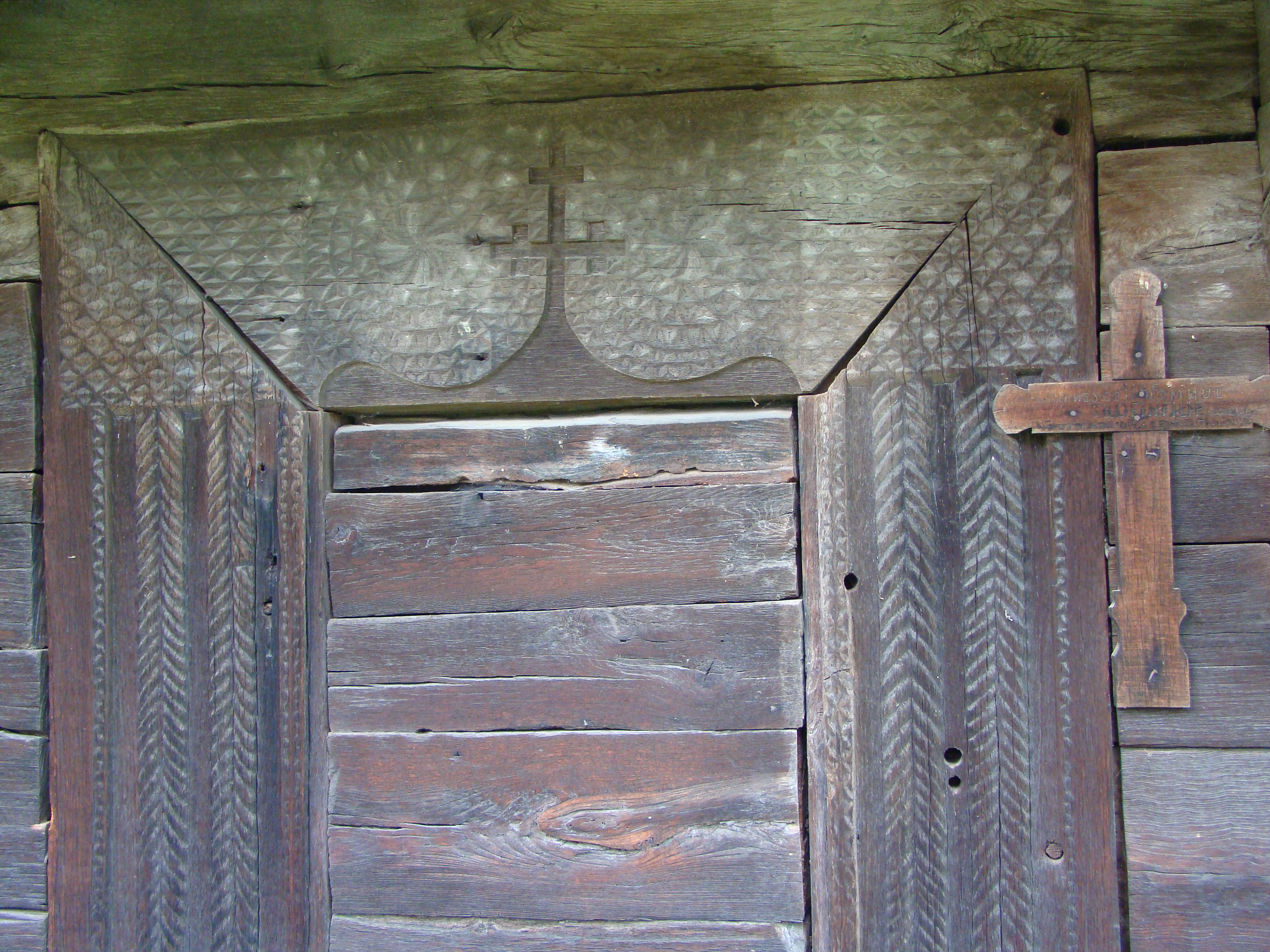
Portalul fostei intrări dinspre miazăzi

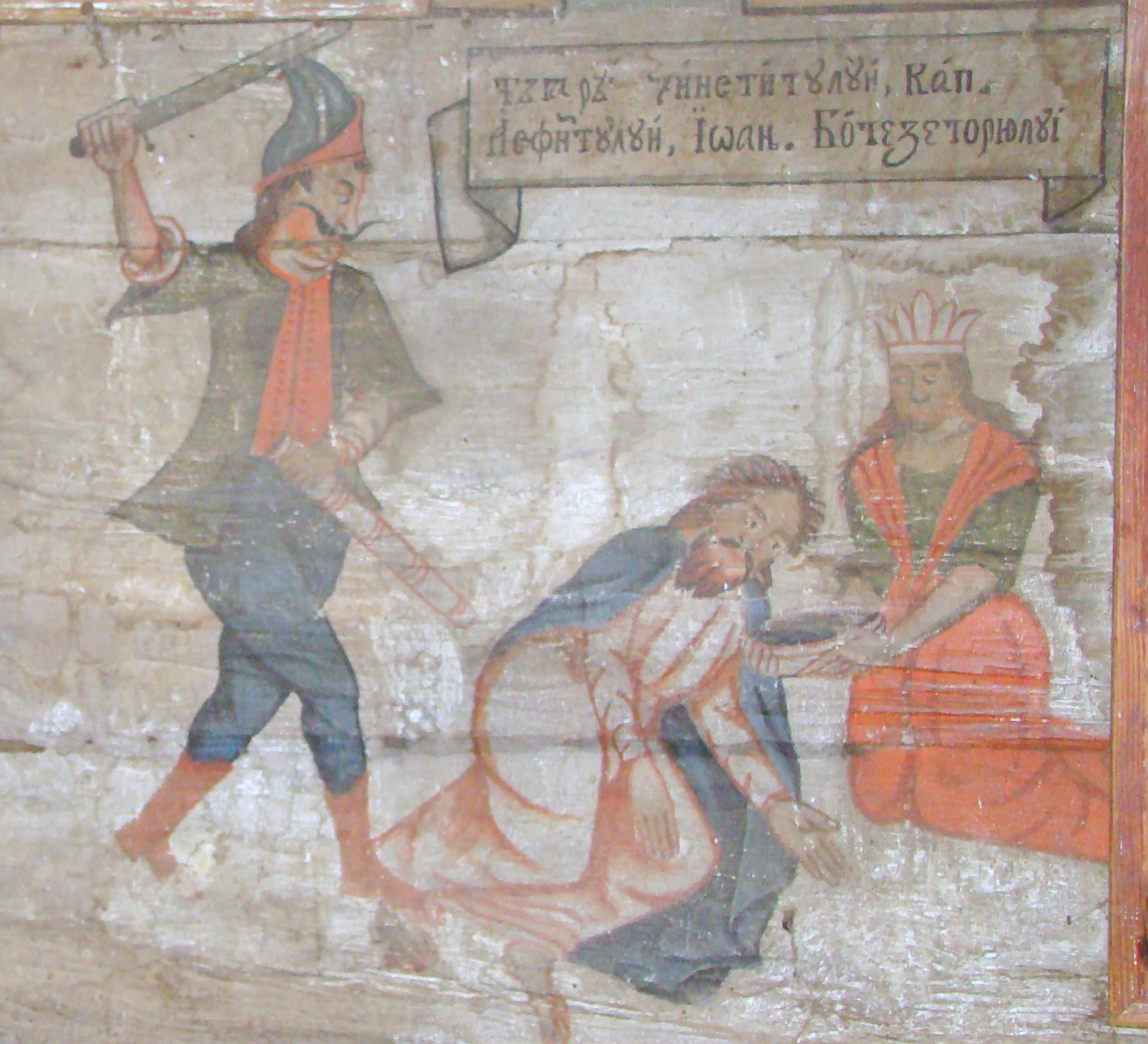
Pictura murală: tăierea capului Sf. Ioan Botezătorul

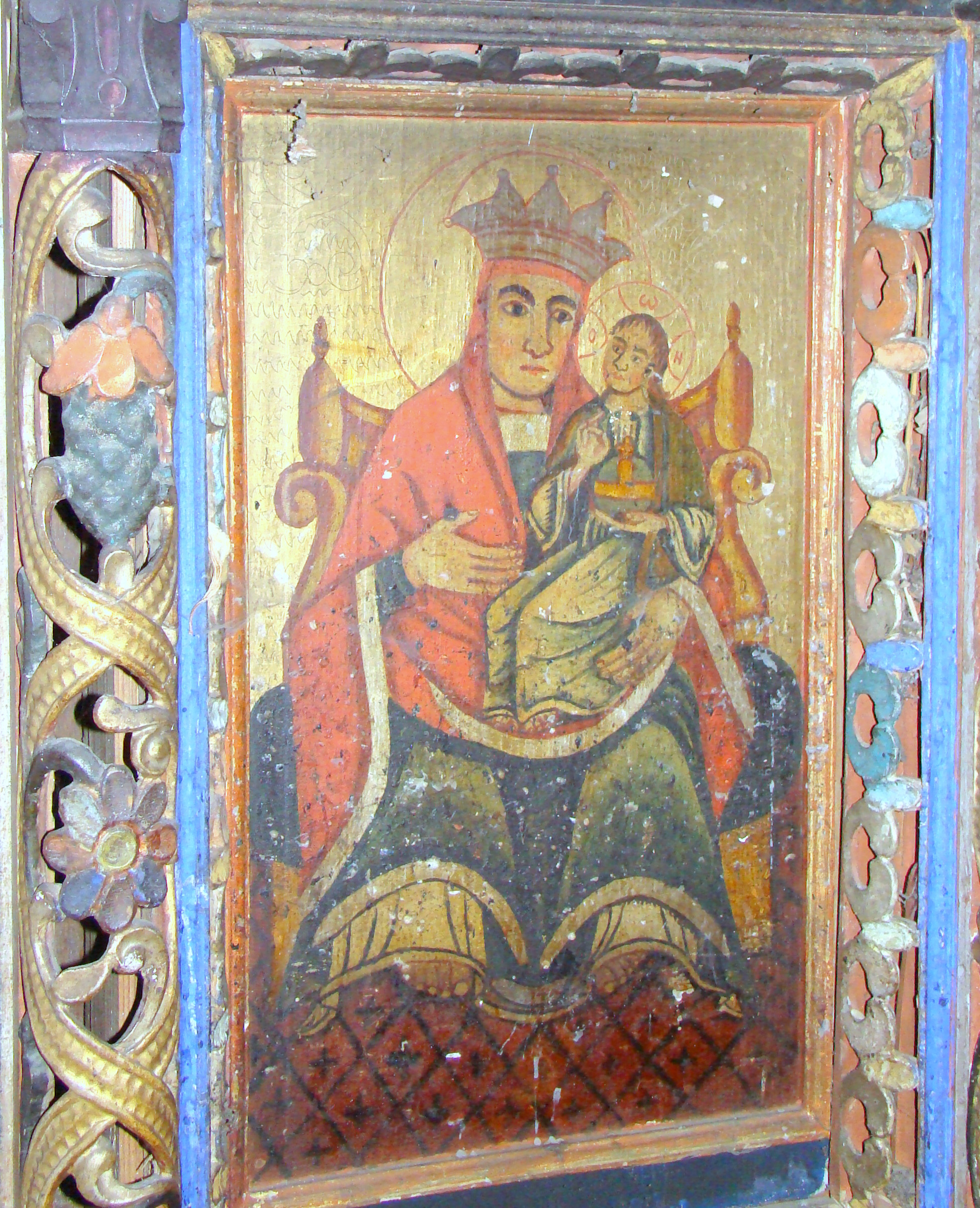
Icoană împărătească: Maica Domnului și pruncul

Biserica de lemn din Inău, sat ce aparține orașului Târgu Lăpuș, județul Maramureș, este antedatată de o inscripție din anul 1689. Are hramul „Sfinții Arhangheli Mihail și Gavriil”. Biserica se află pe noua listă a monumentelor istorice sub codul LMI:  MM-II-m-A-04589.

## Istoric
Biserica a fost ridicată înainte de anul 1689, conform inscripției din pridvor. Ea a fost mutată din Rus și refăcută în Inău în anul 1778, conform pisaniei de peste intrarea vestică: „Nechita țimărman, popa Vartolomeiu ... Alexa 1778”. Biserica a fost repictată în interior la 1778 de meșterul Palcovici Mihai, care a realizat și pictura bisericii din Libotin. Are nava rectangulară cu acoperiș înalt, cu pante repezi, turnul clopotniță prezentând galerii în formă de arc și coif piramidal.

## Imagini din exterior

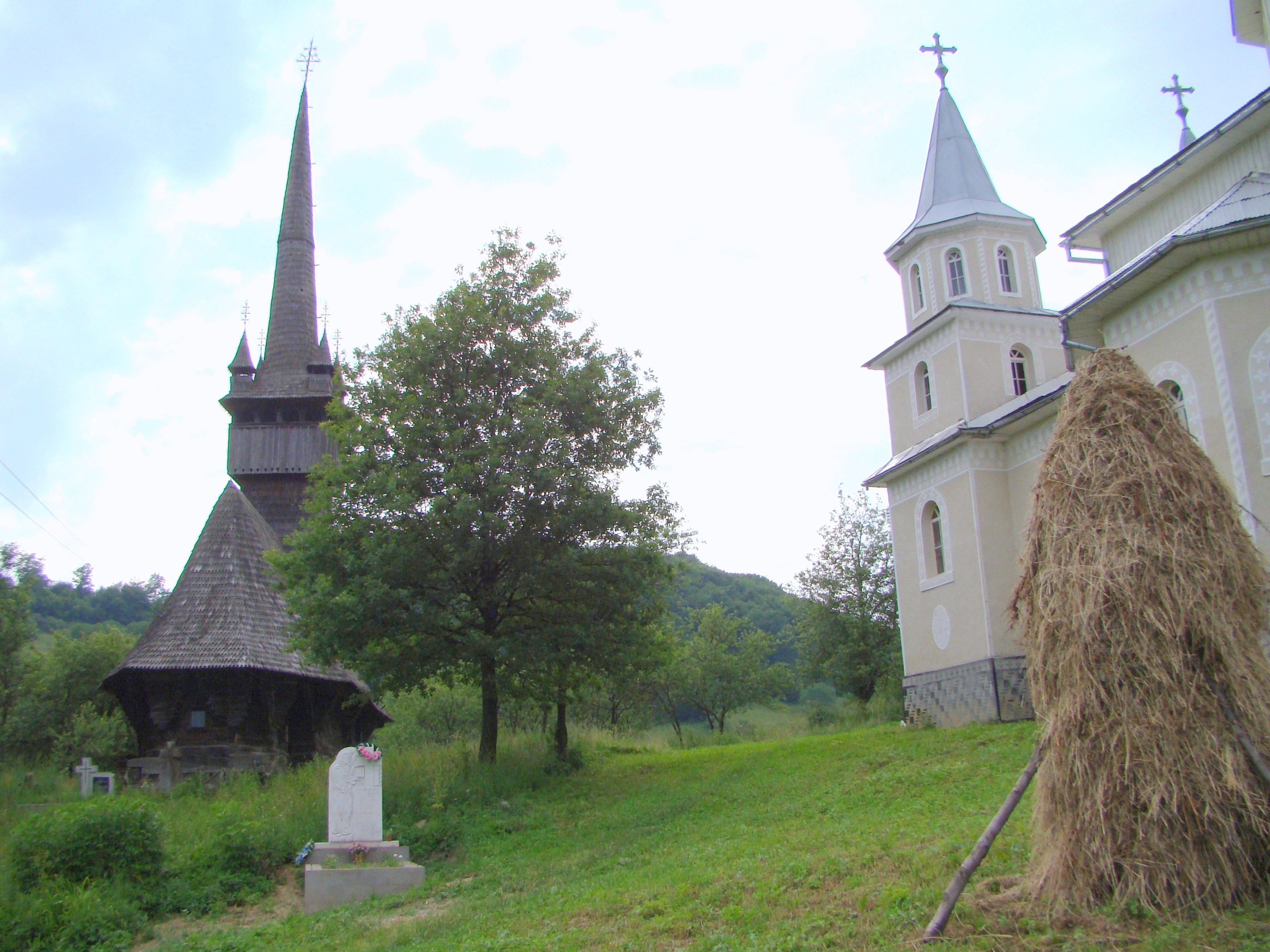
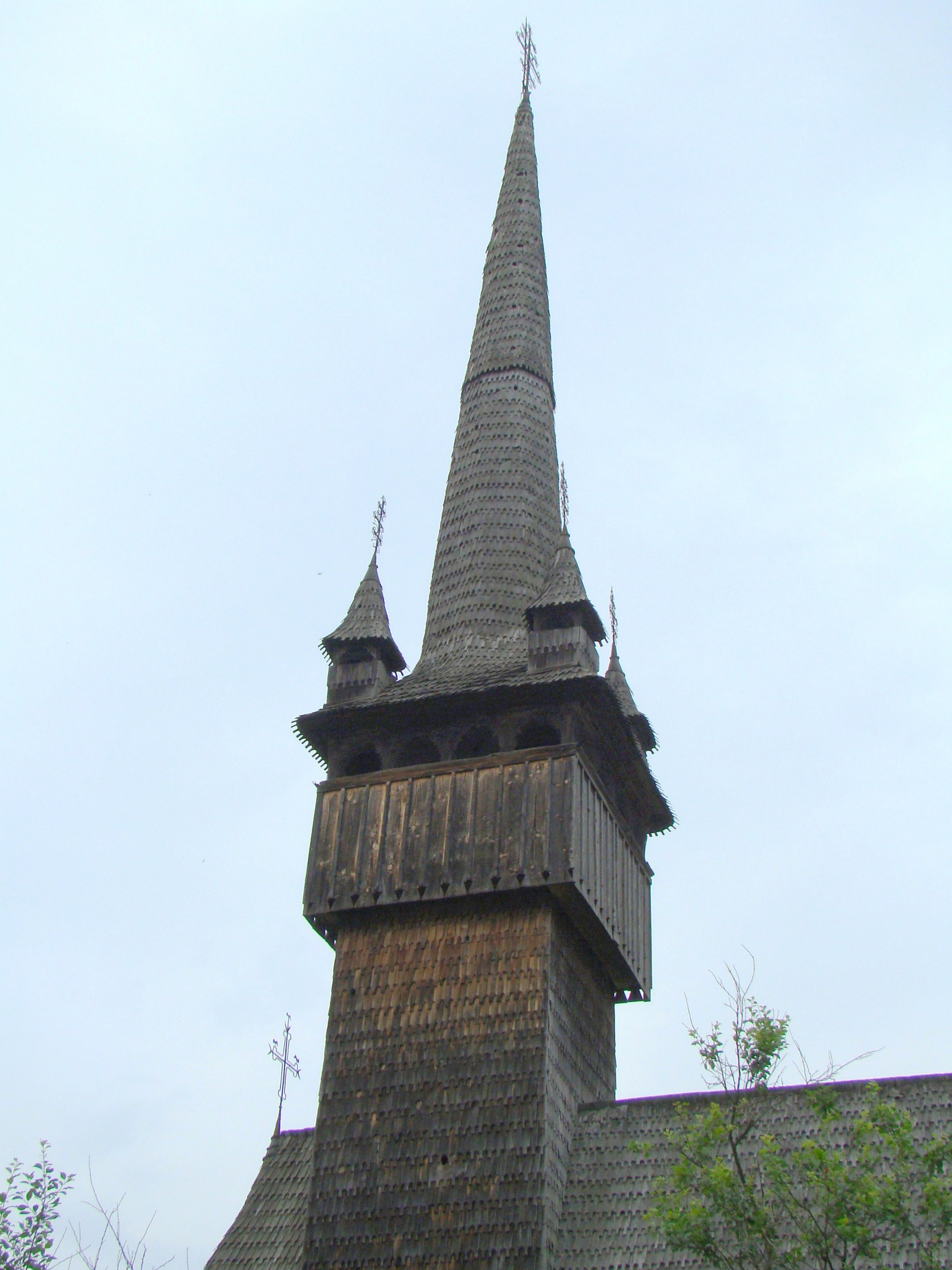
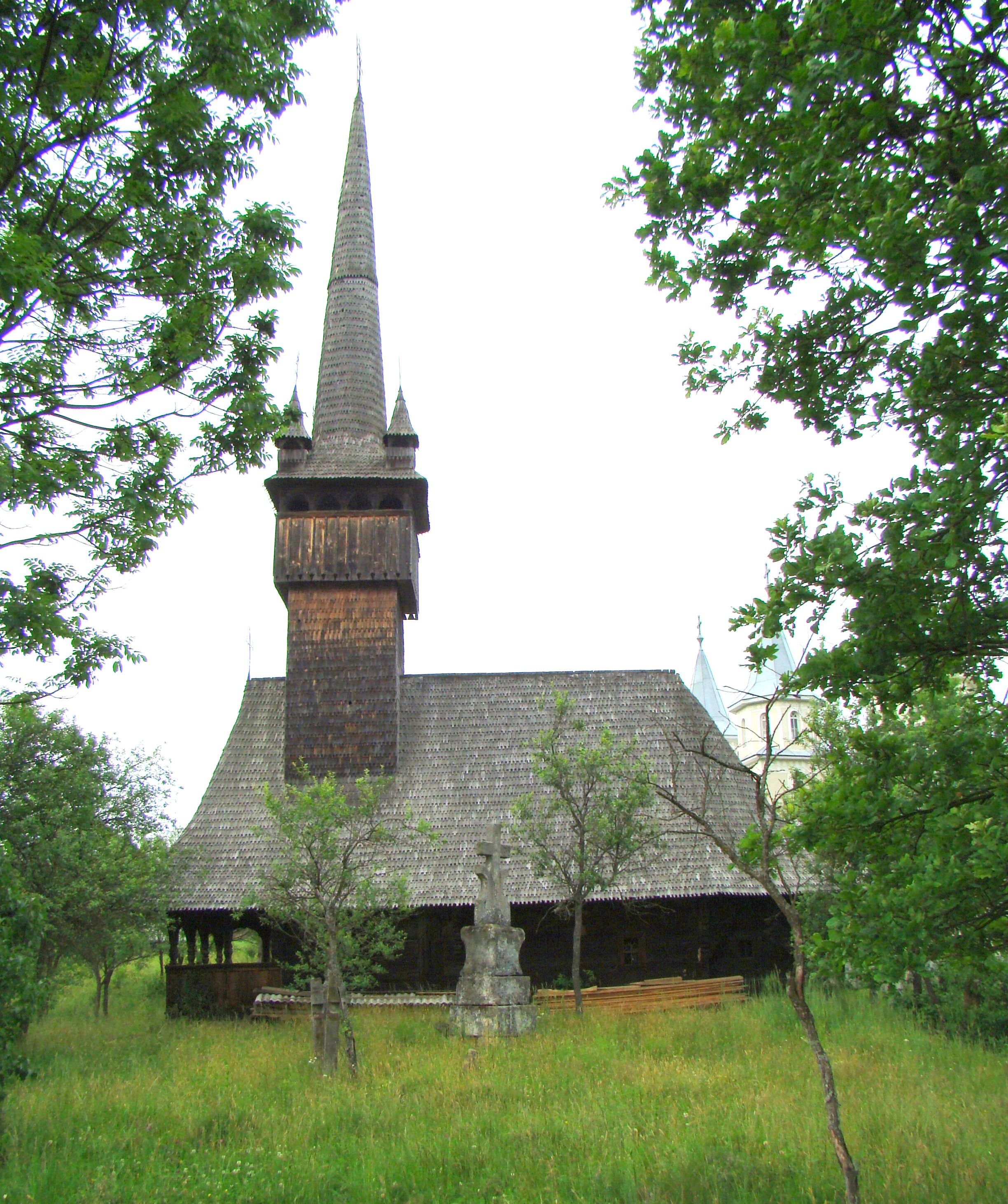
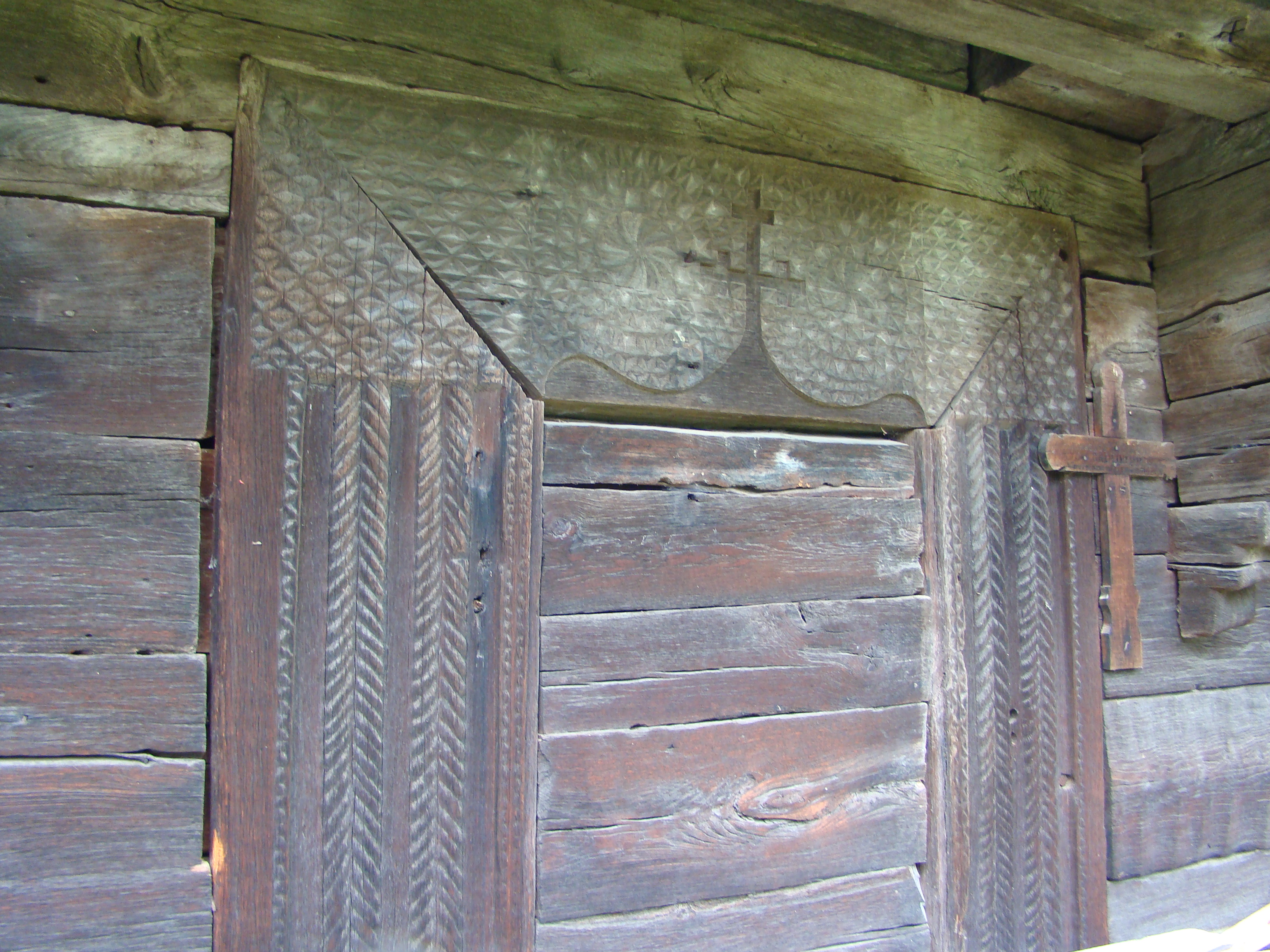
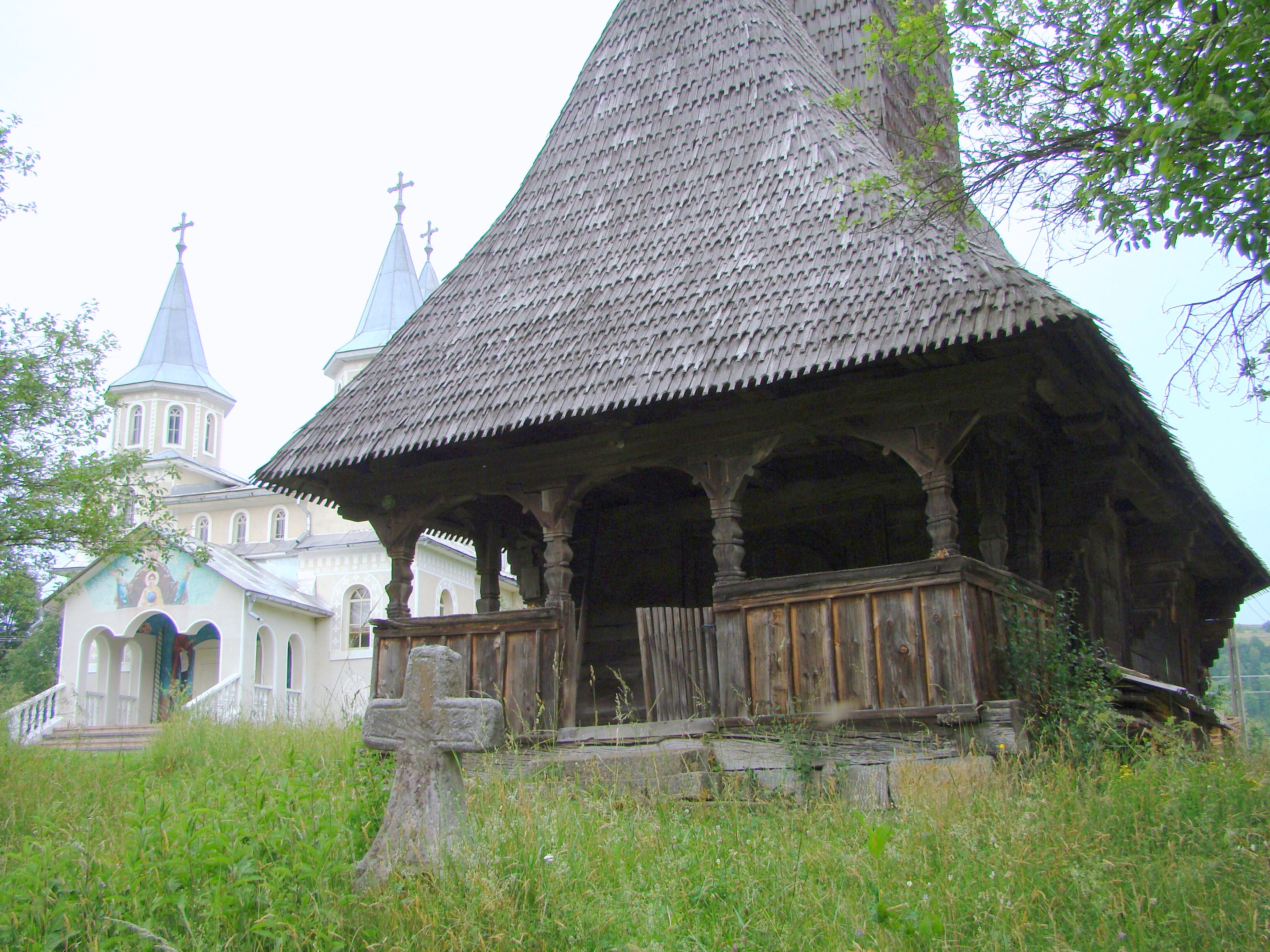
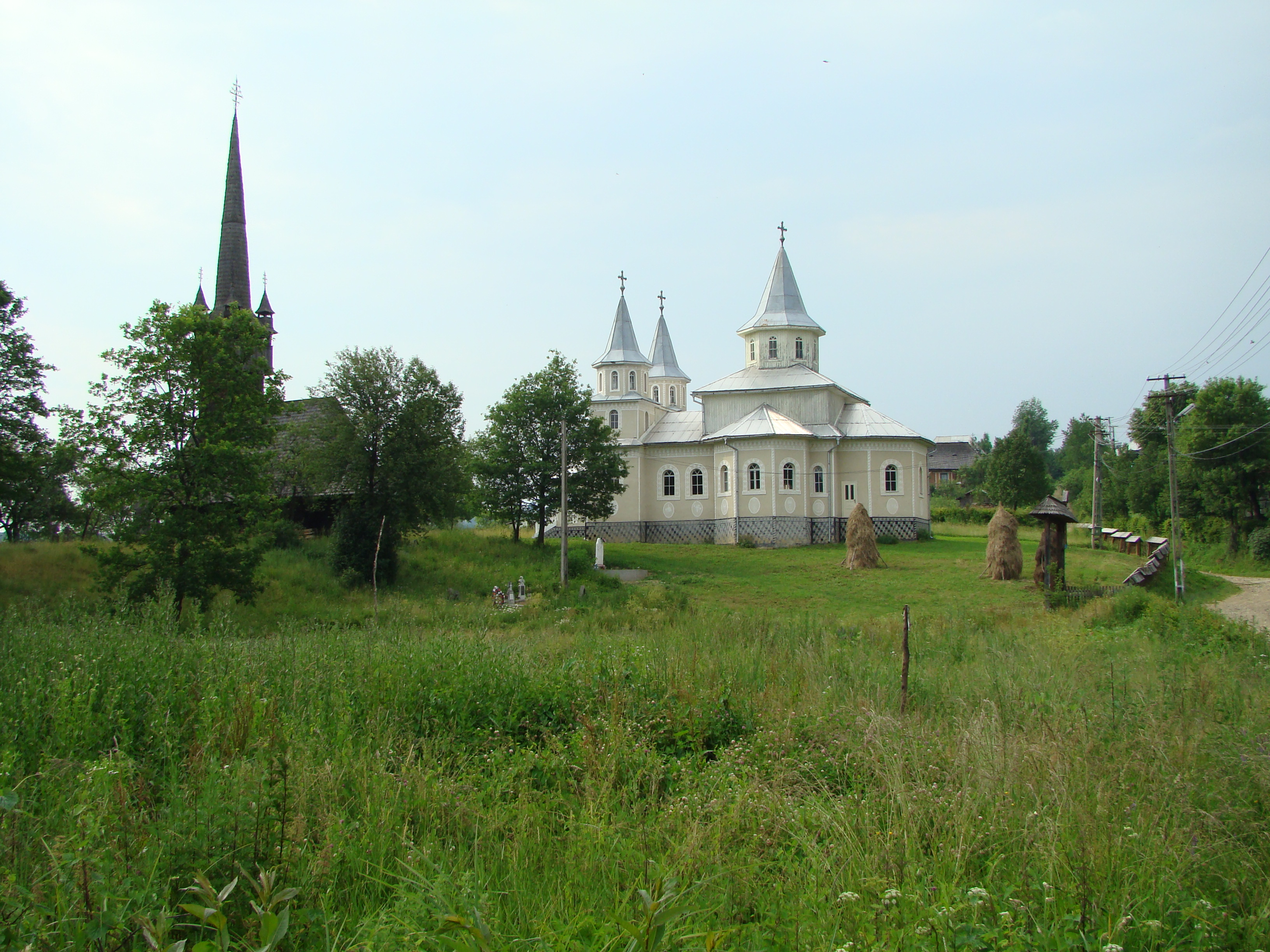
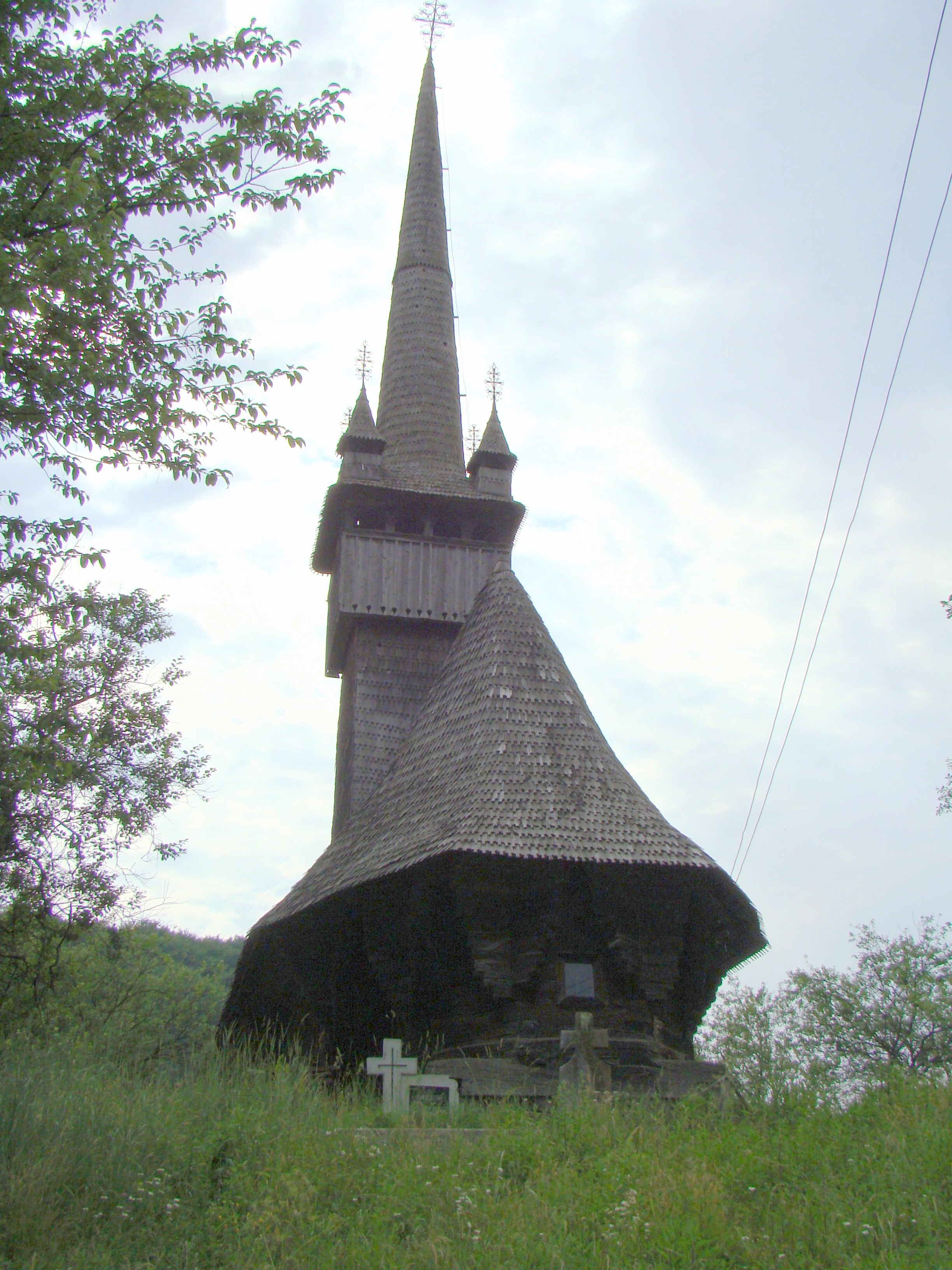
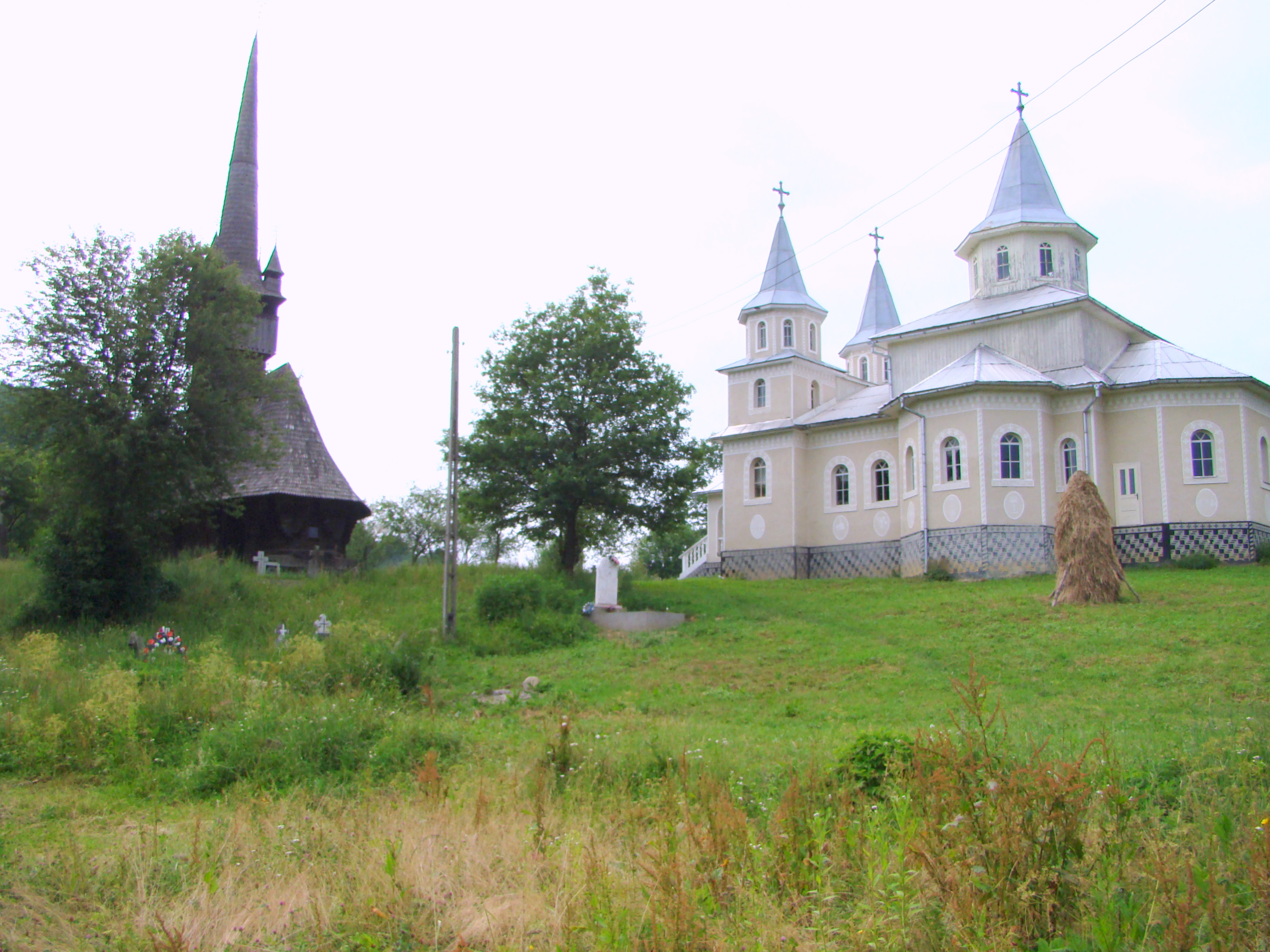
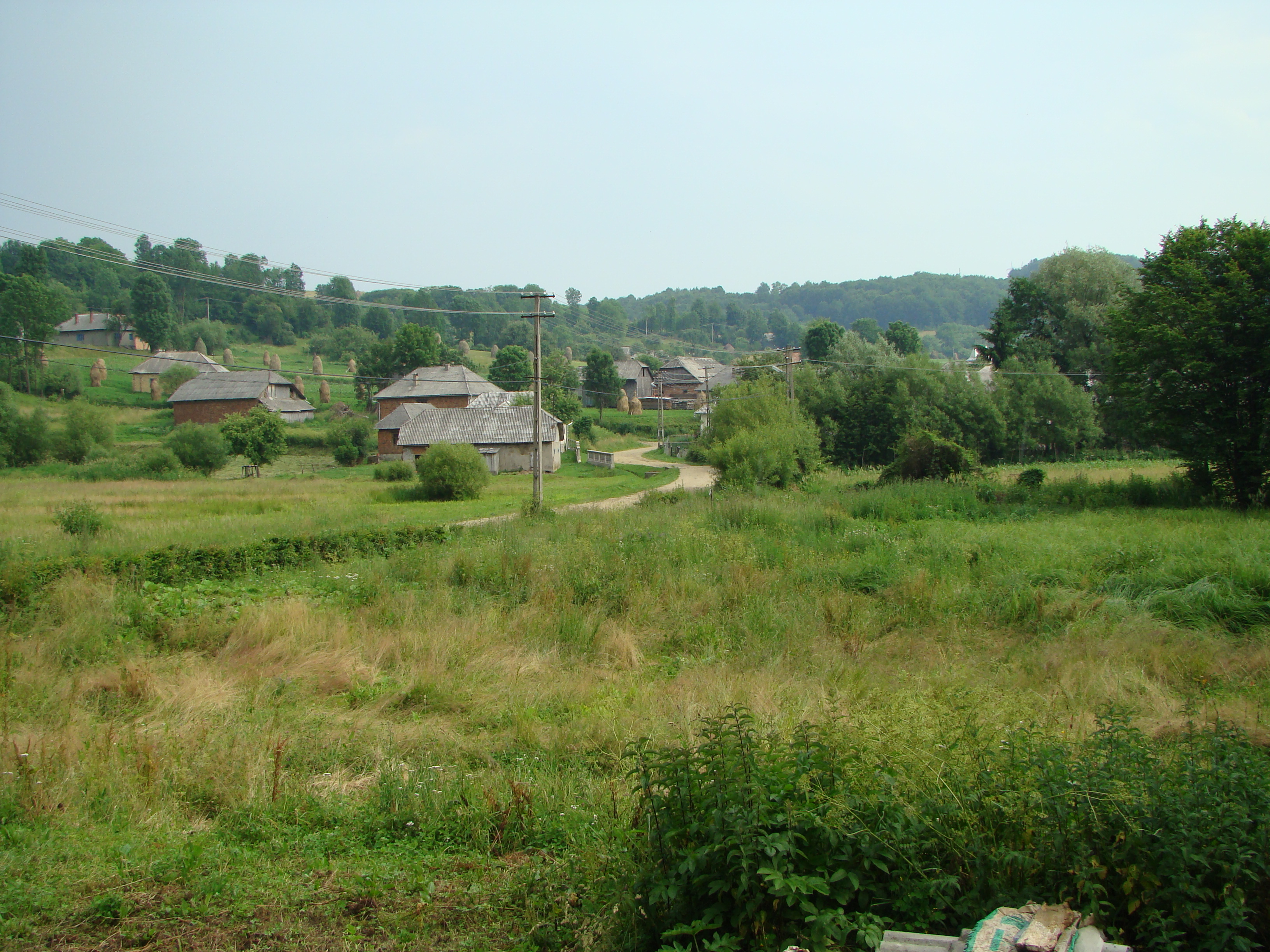
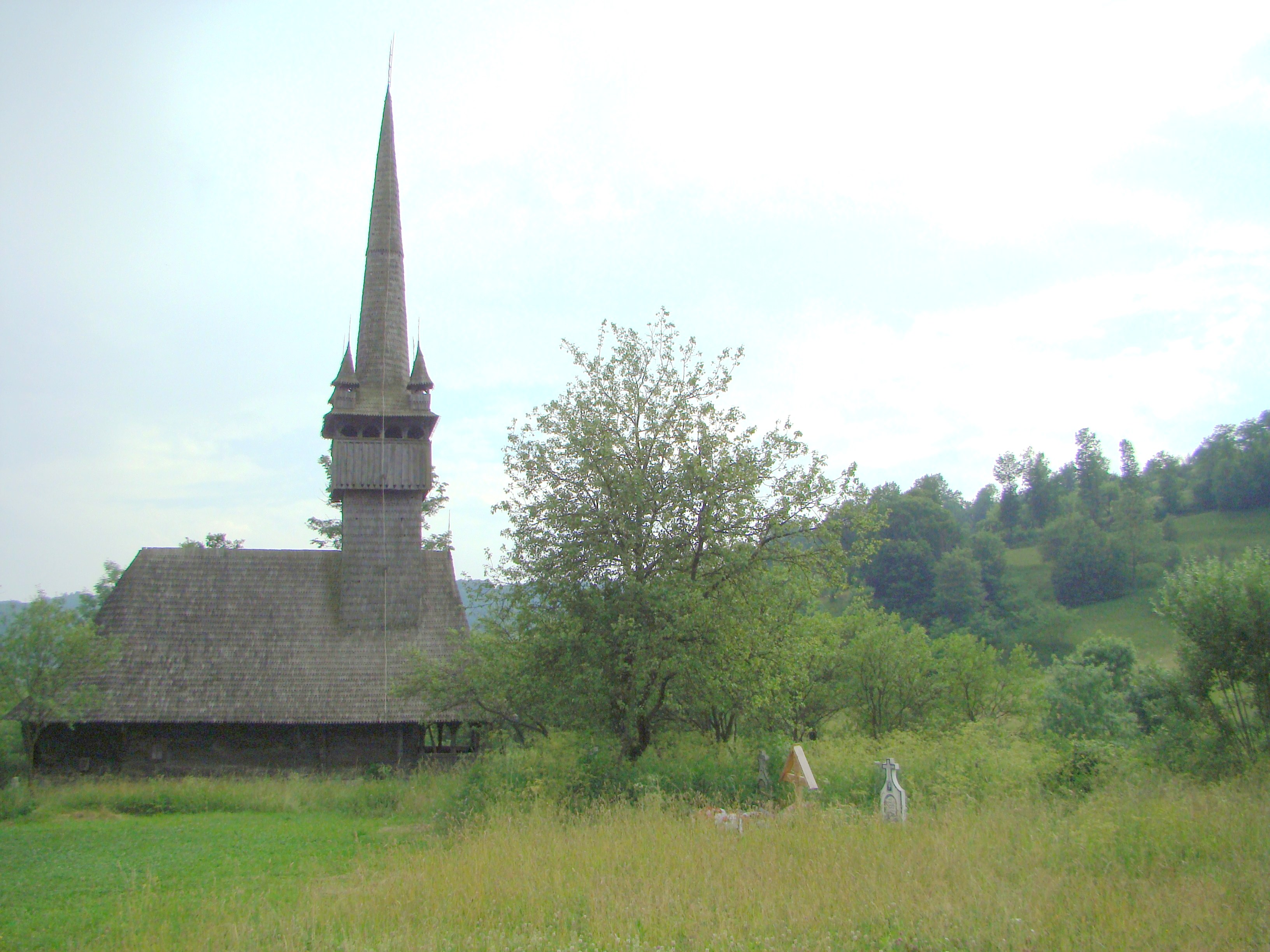
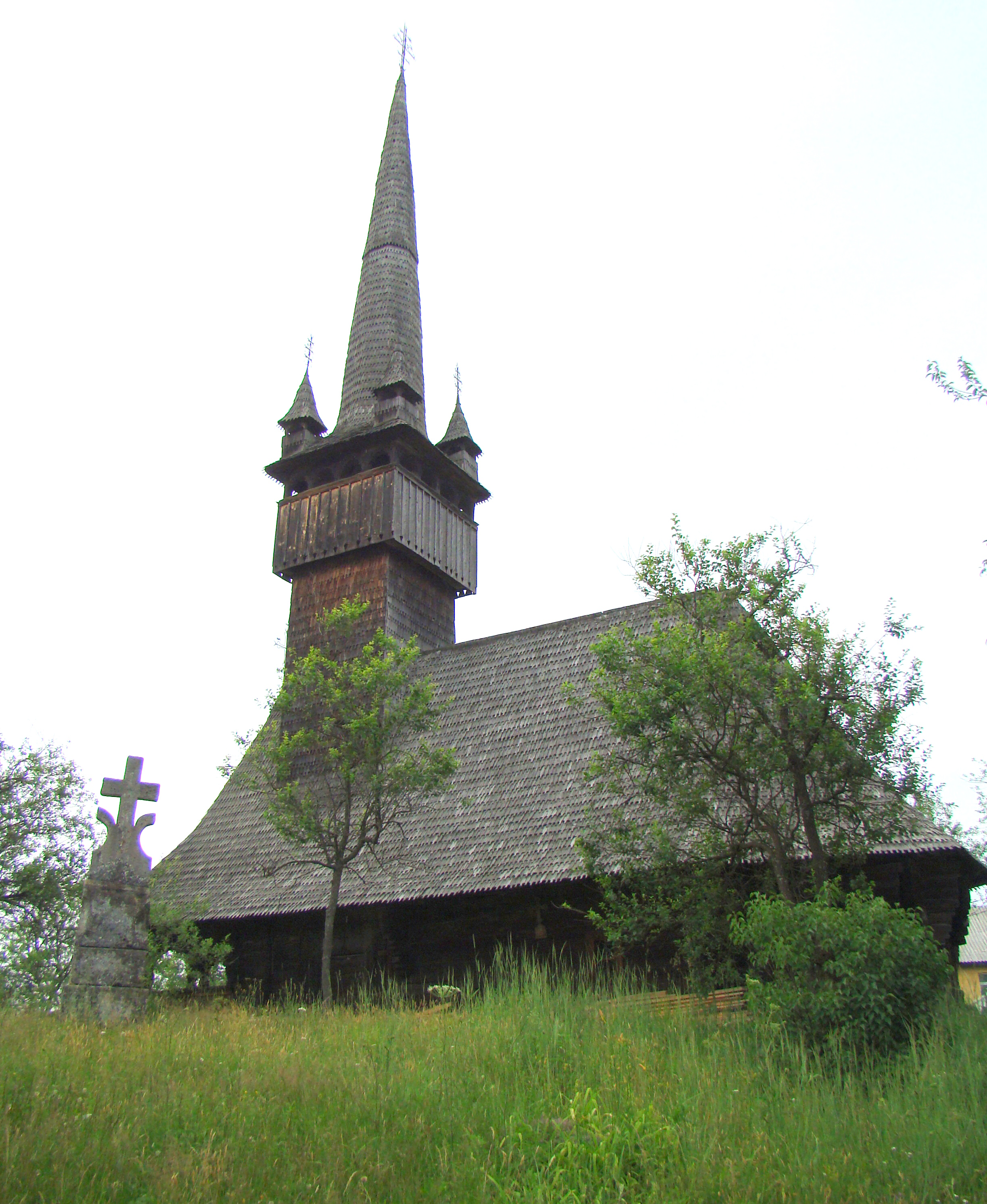
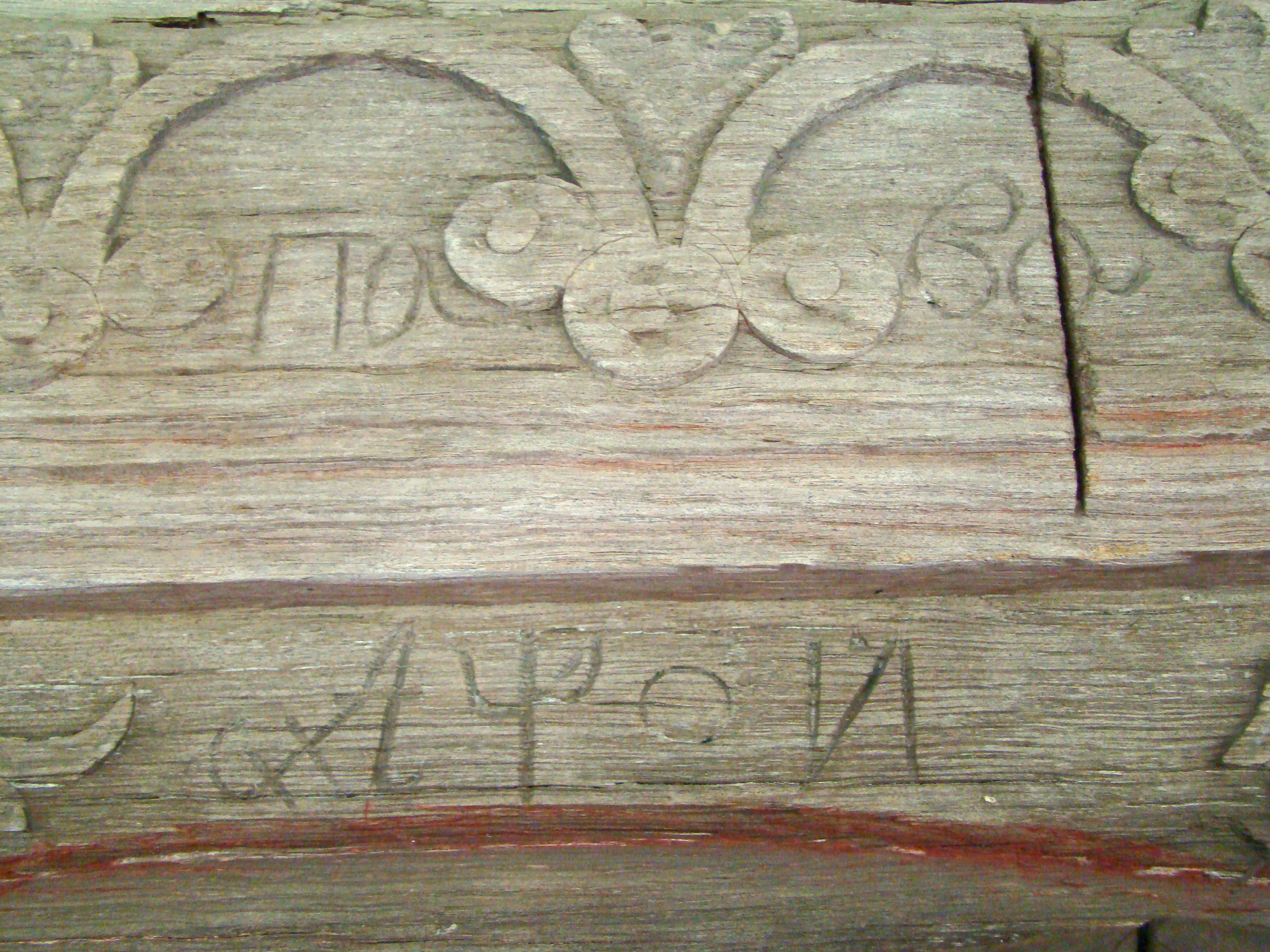
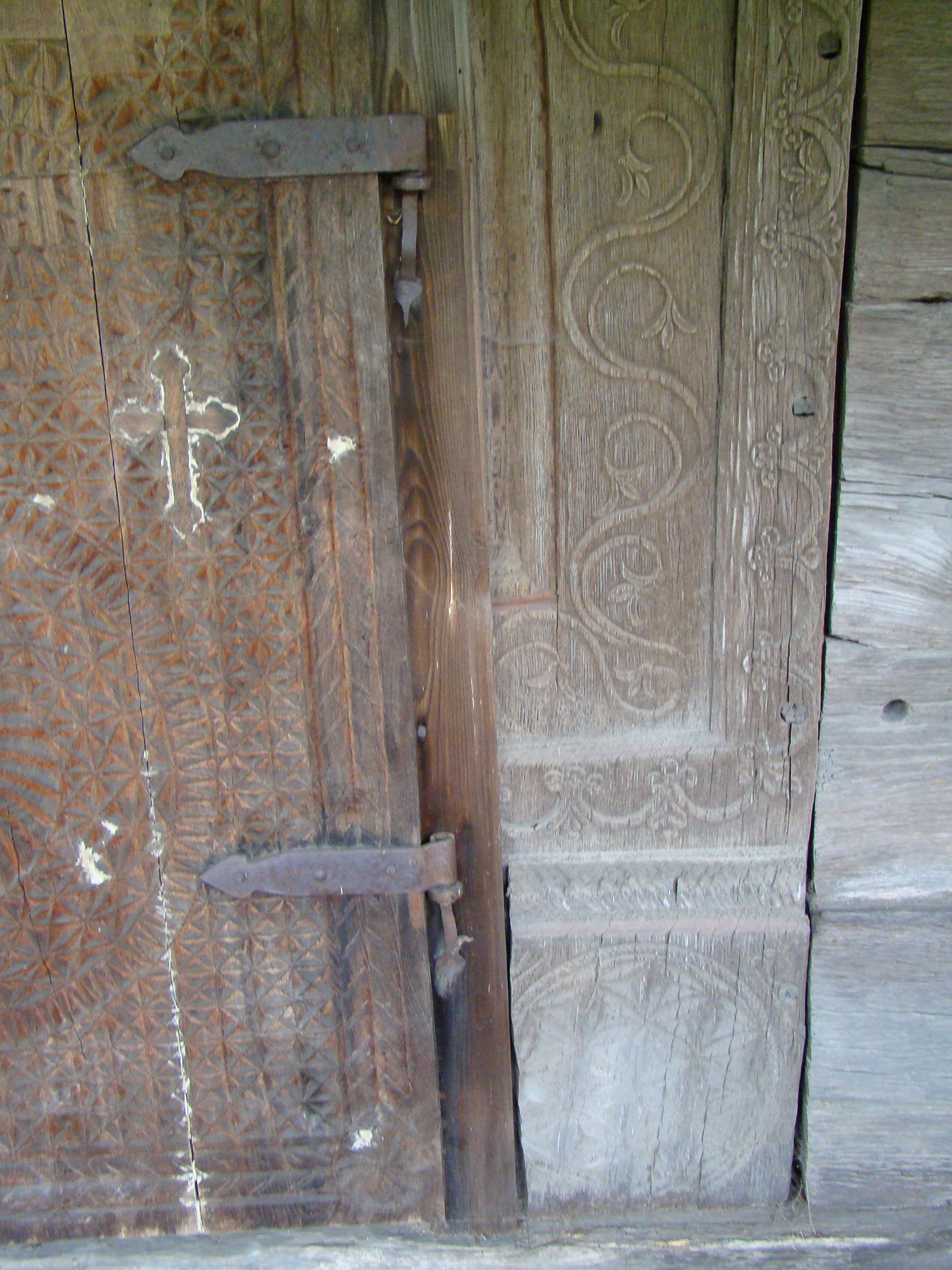
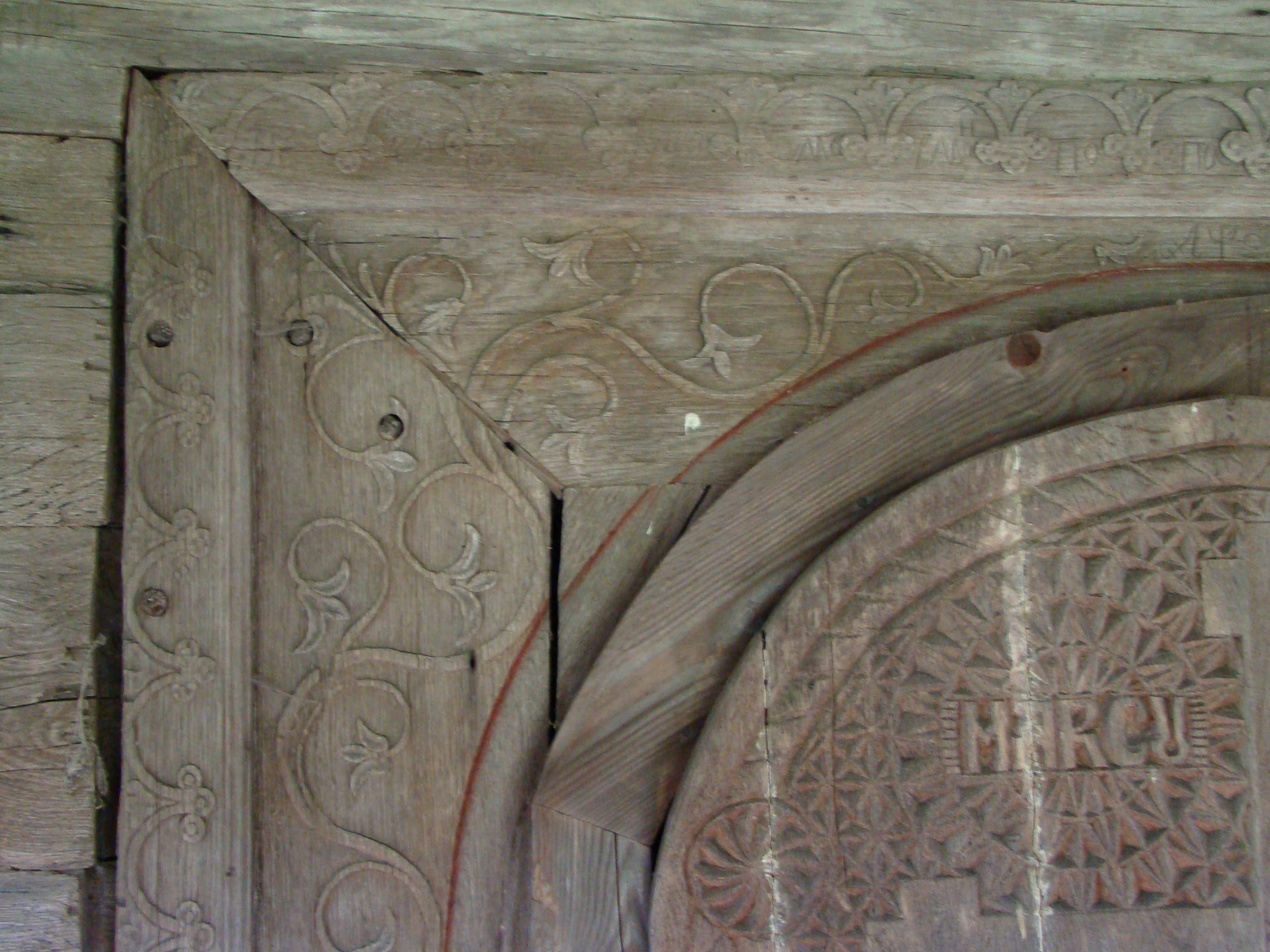
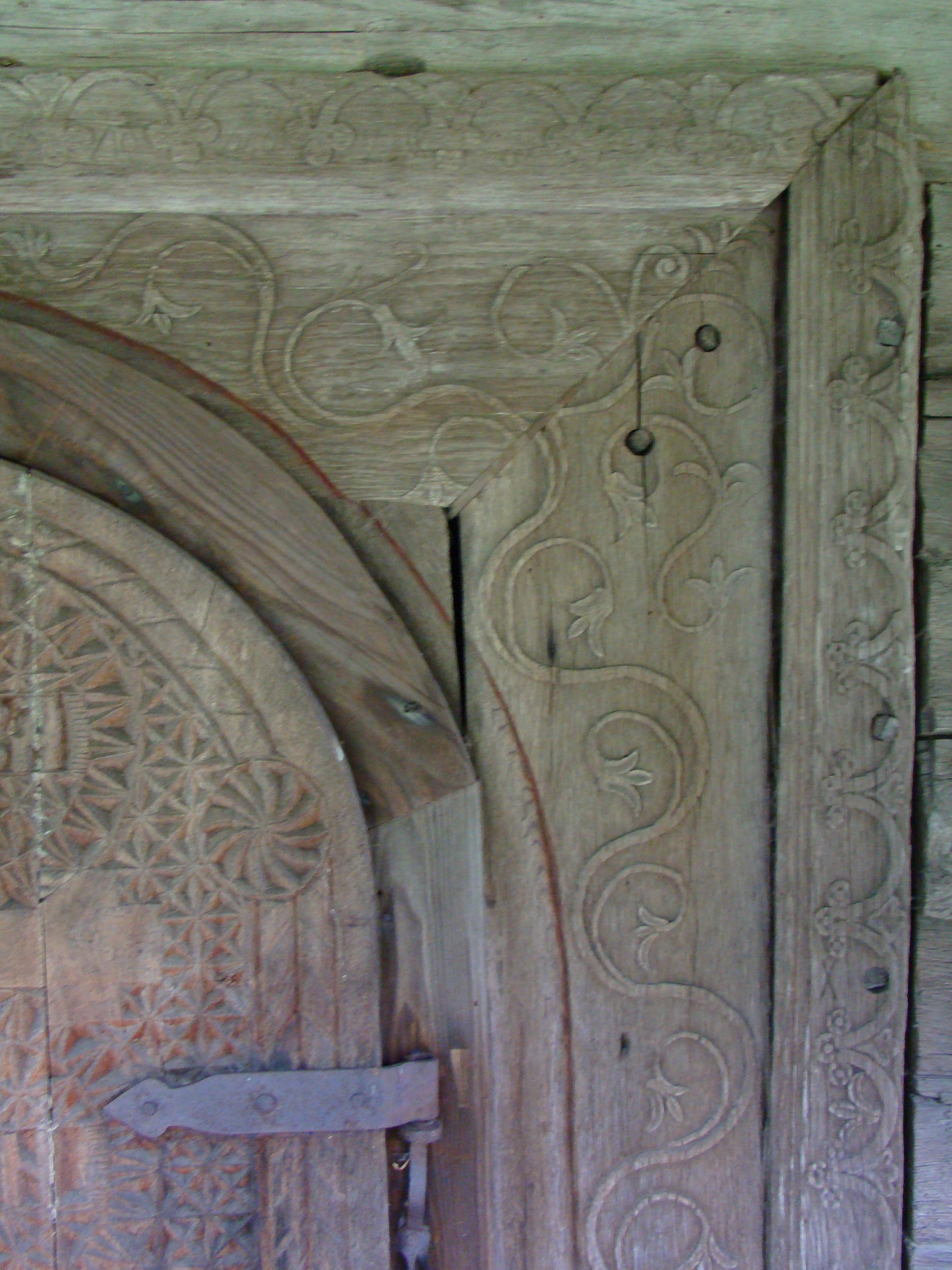
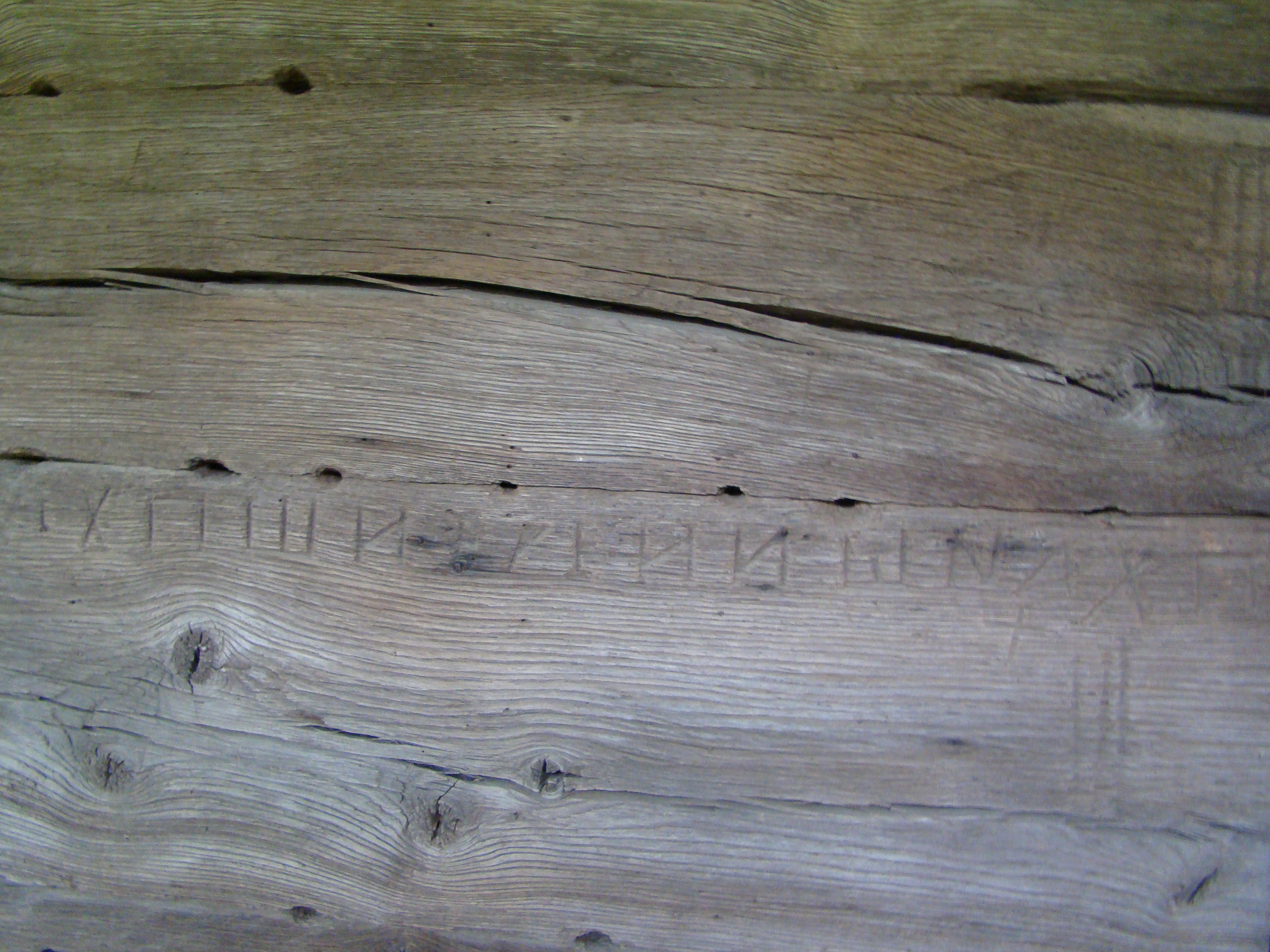
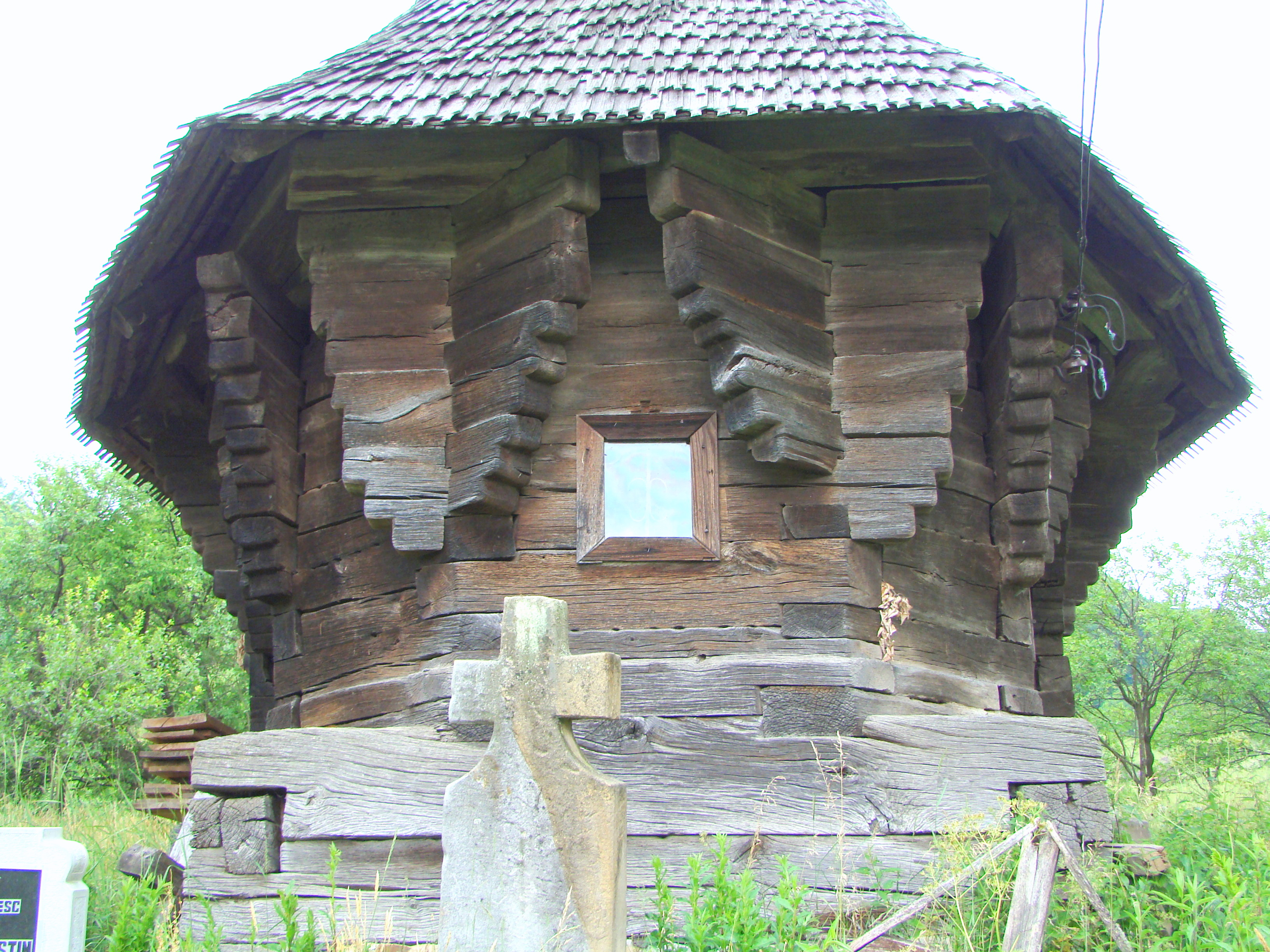
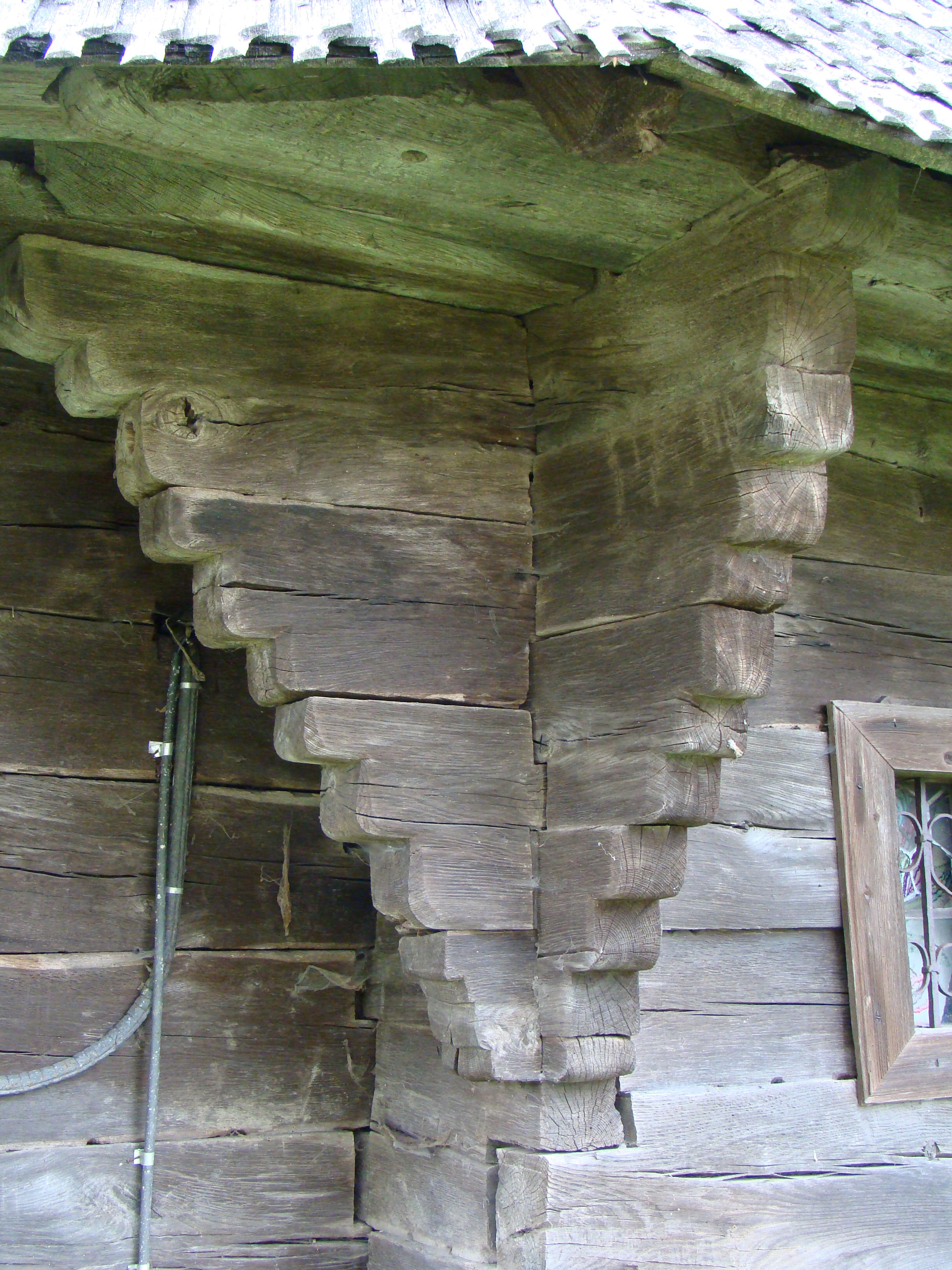
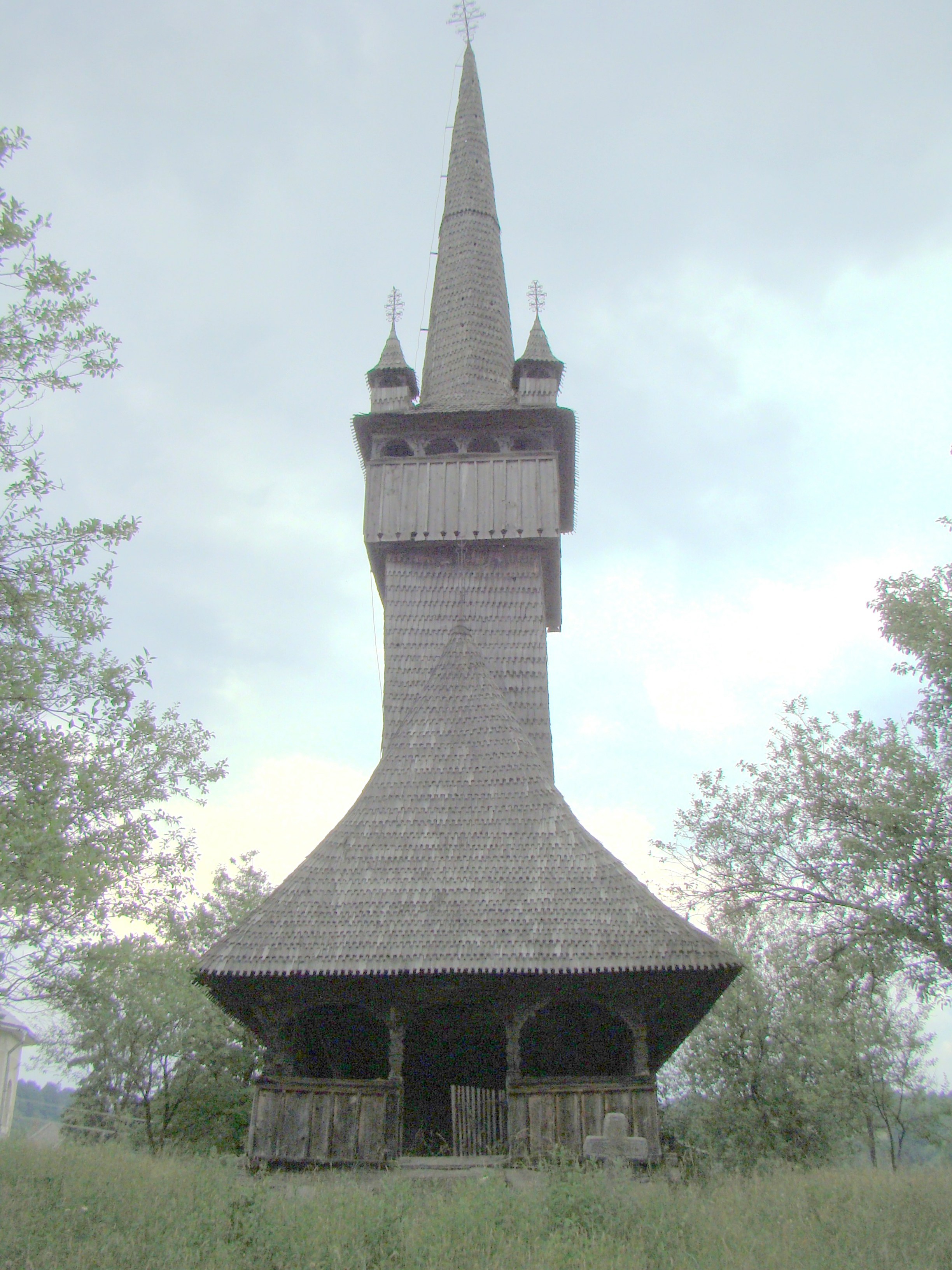
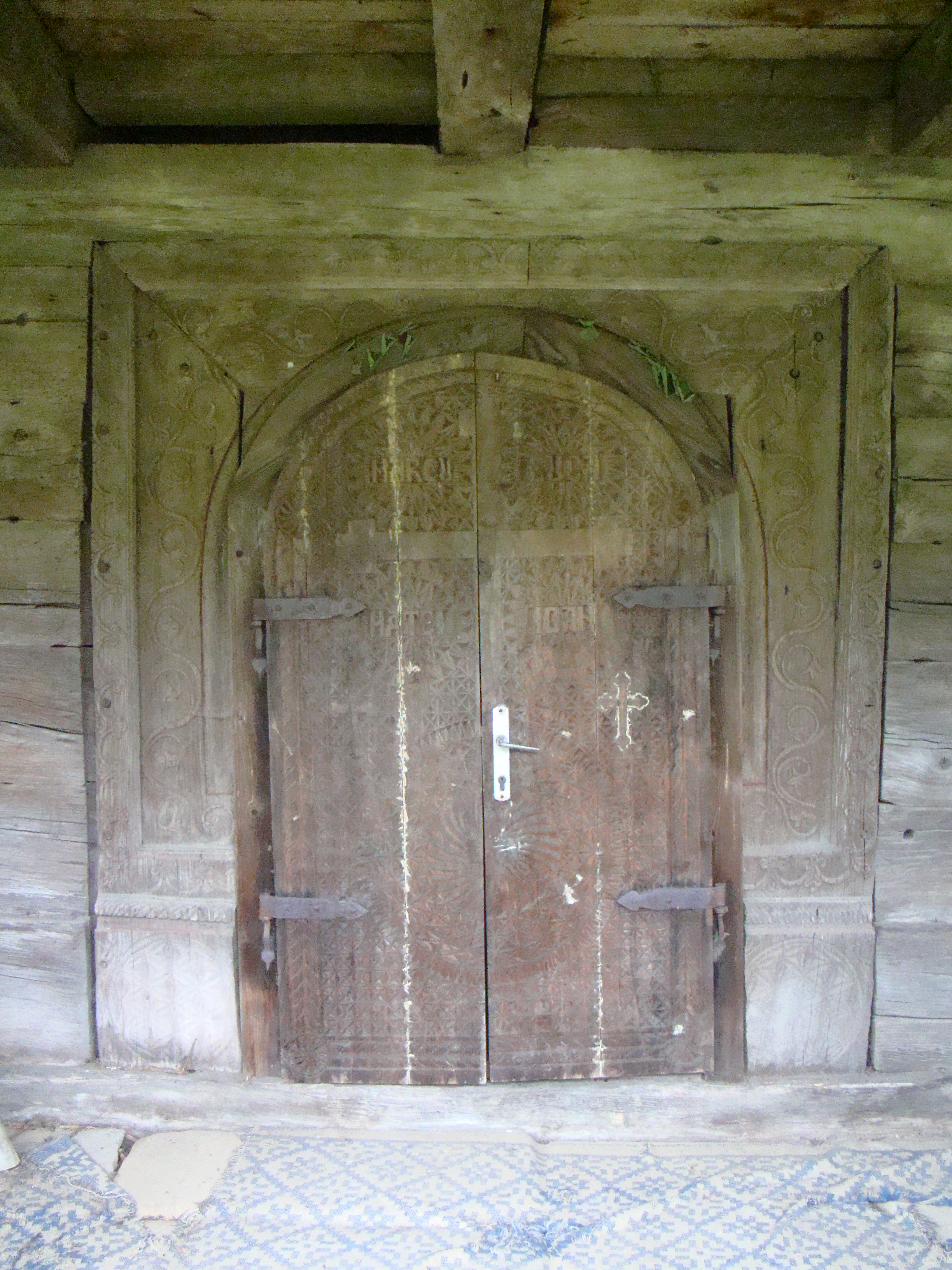
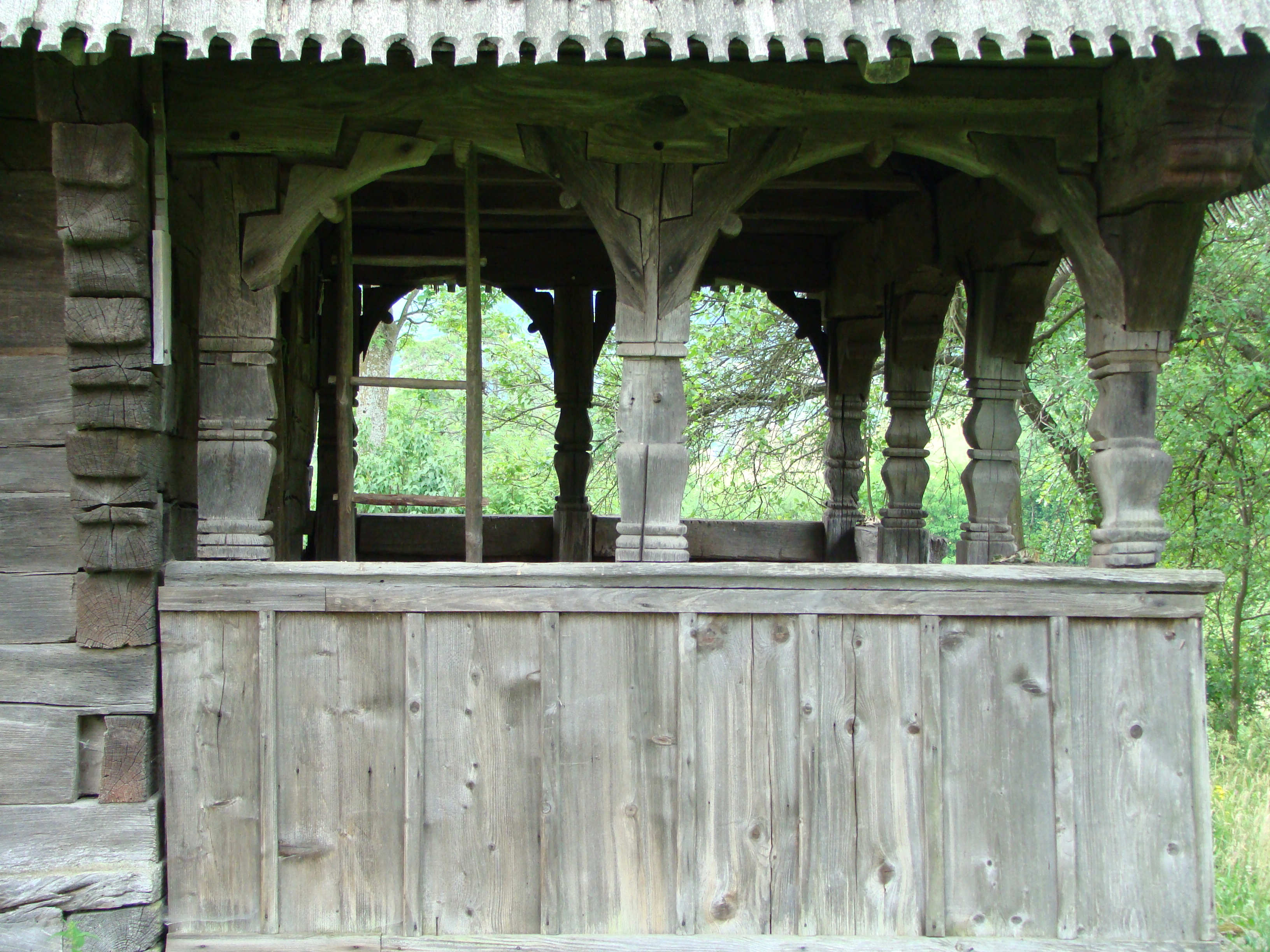
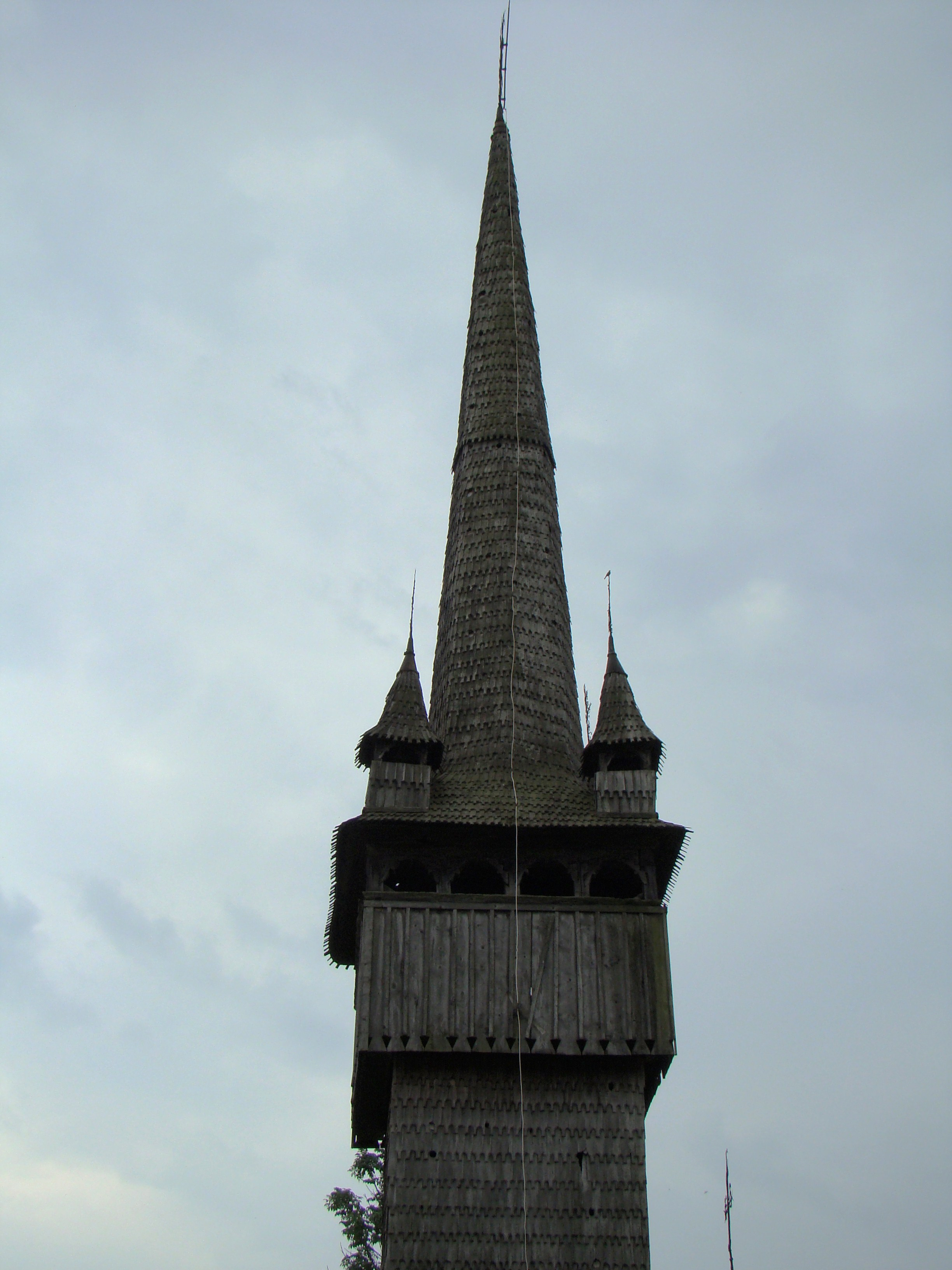
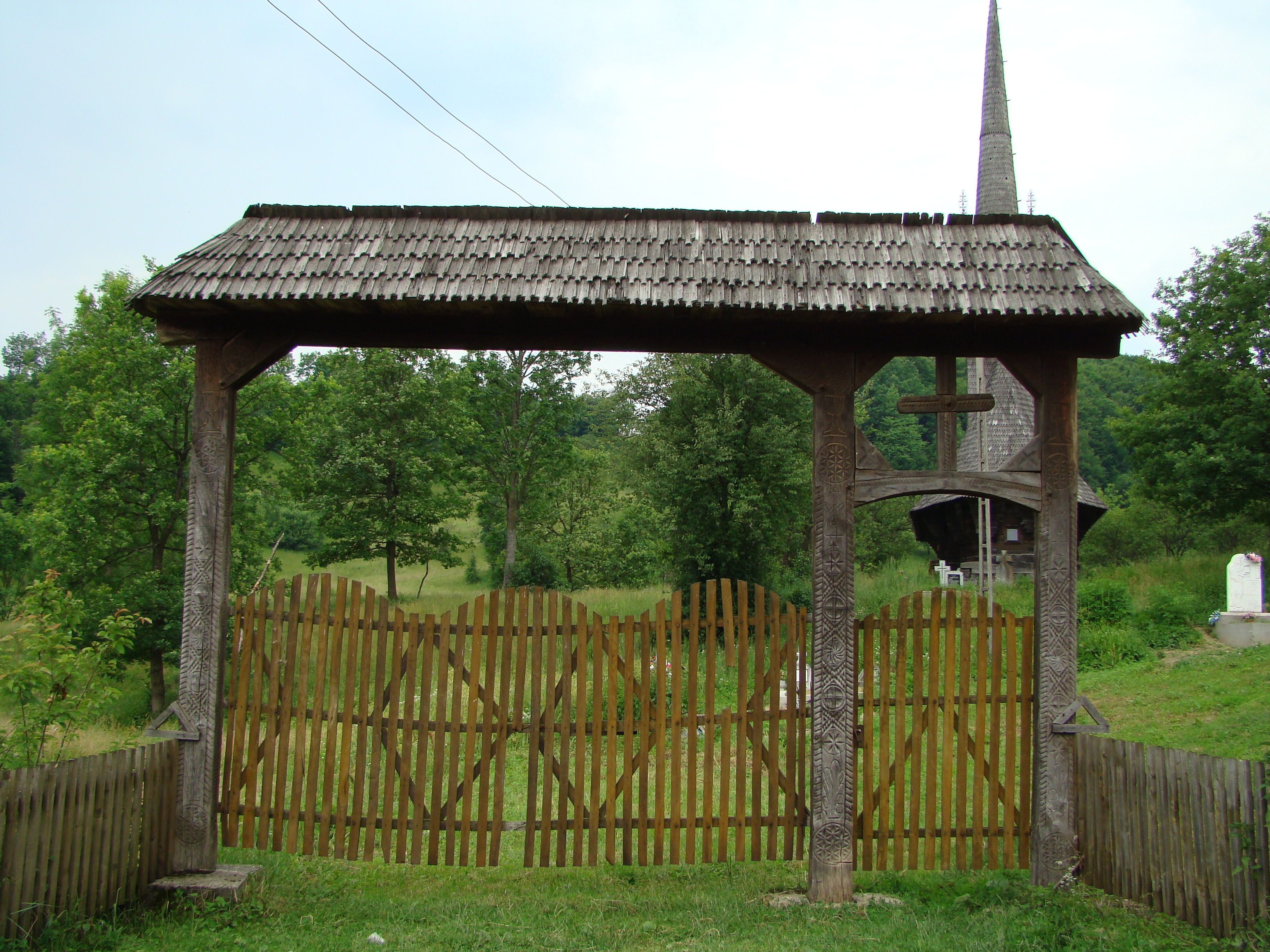
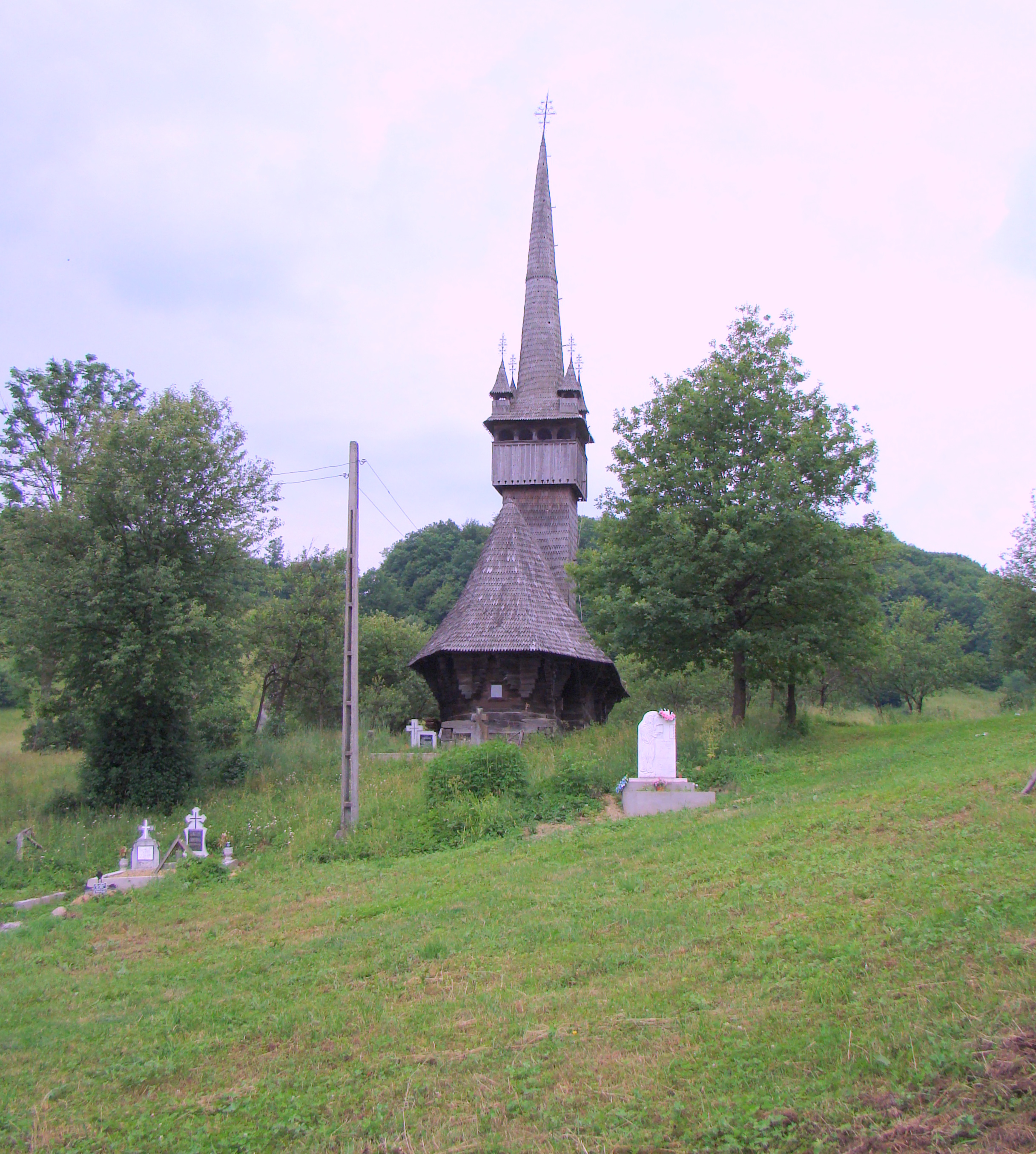

## Imagini din interior

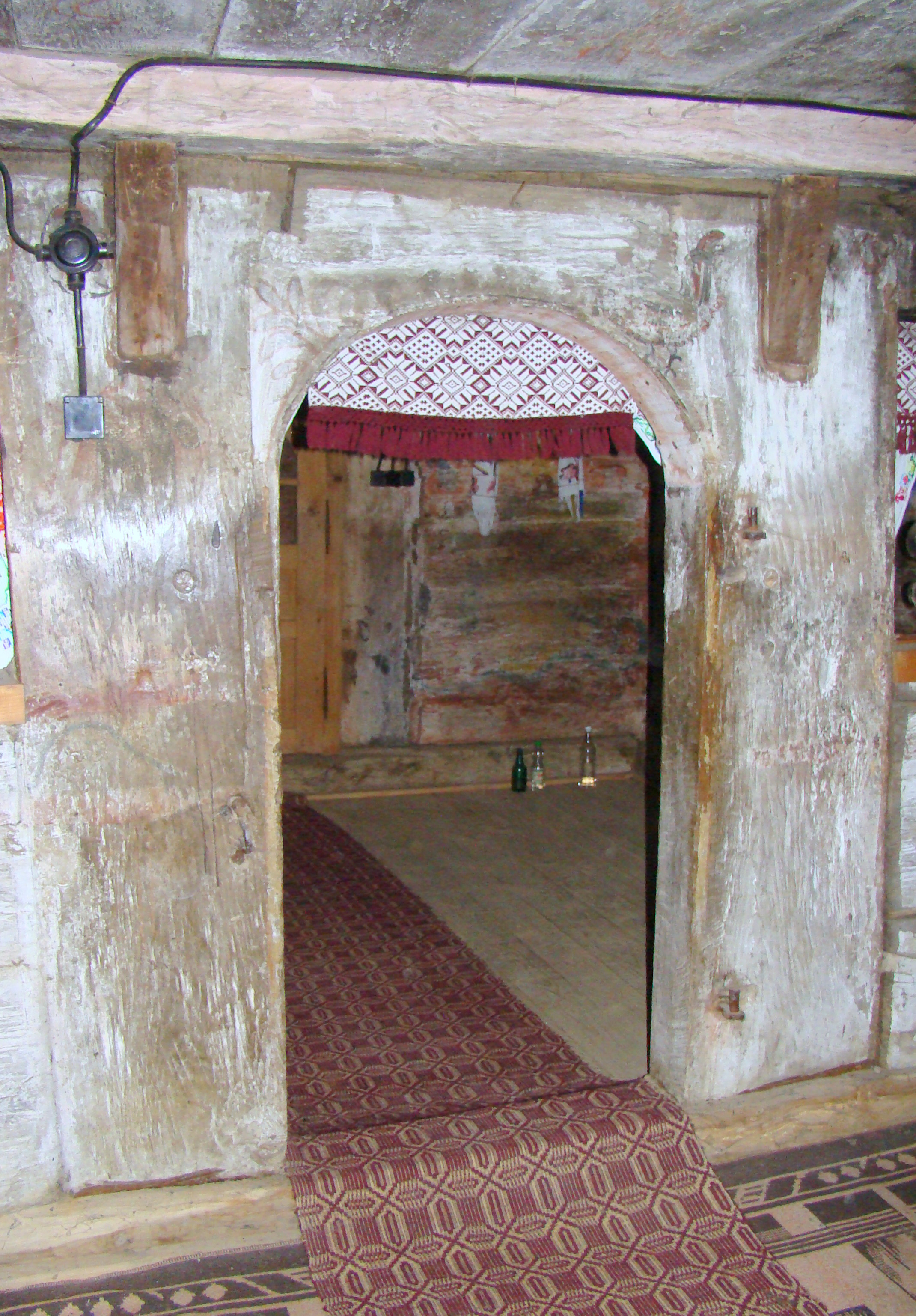
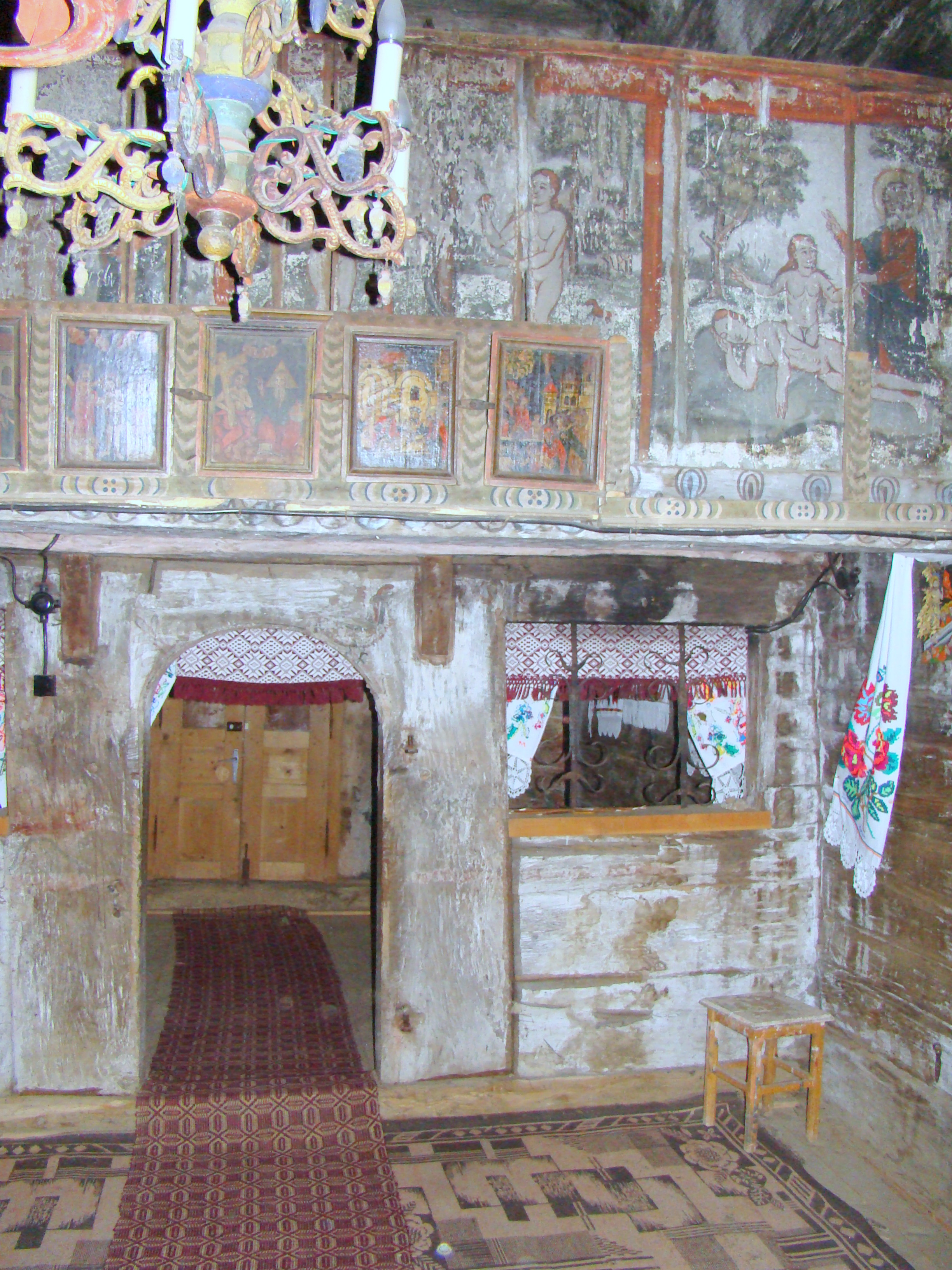
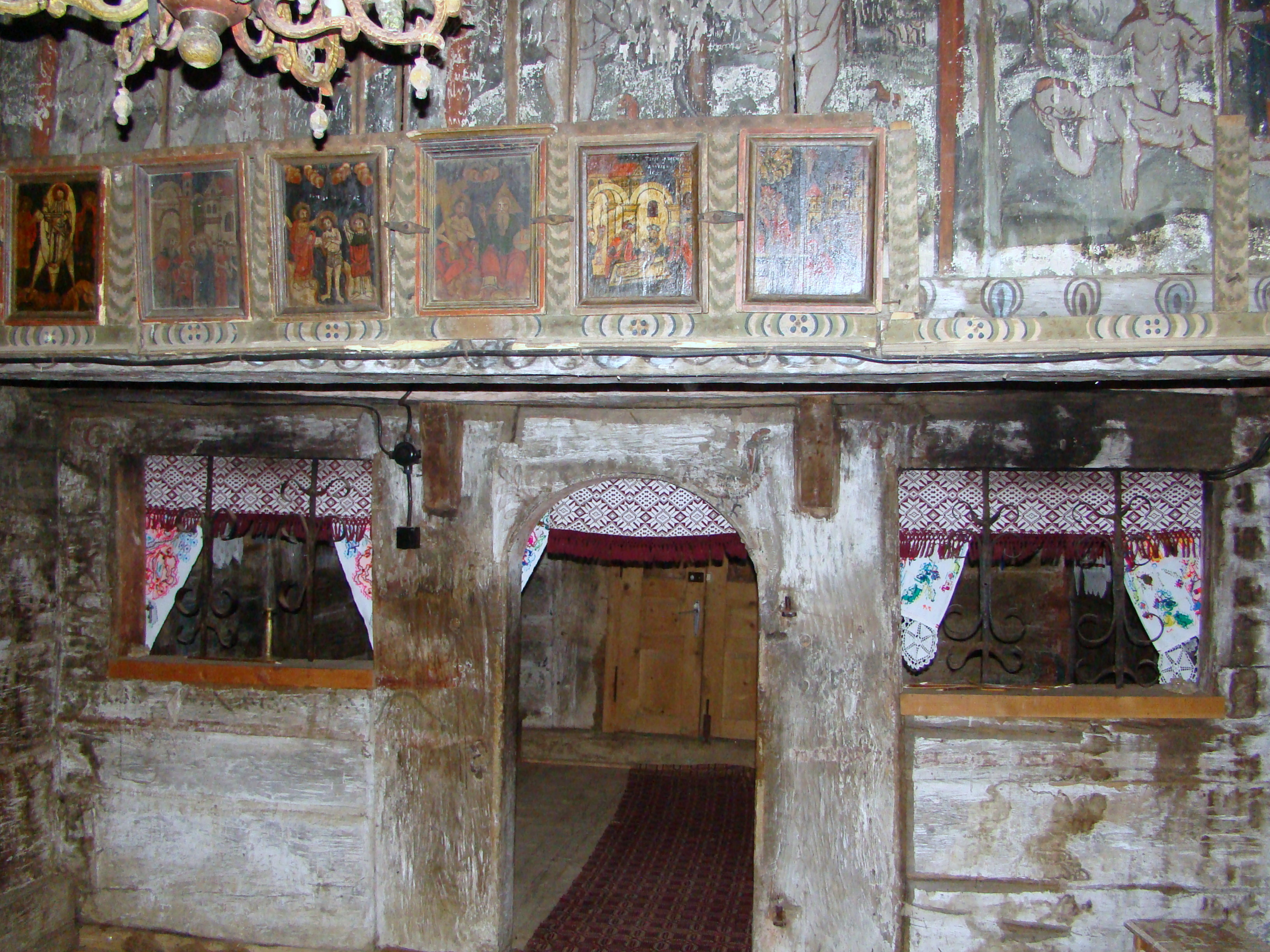
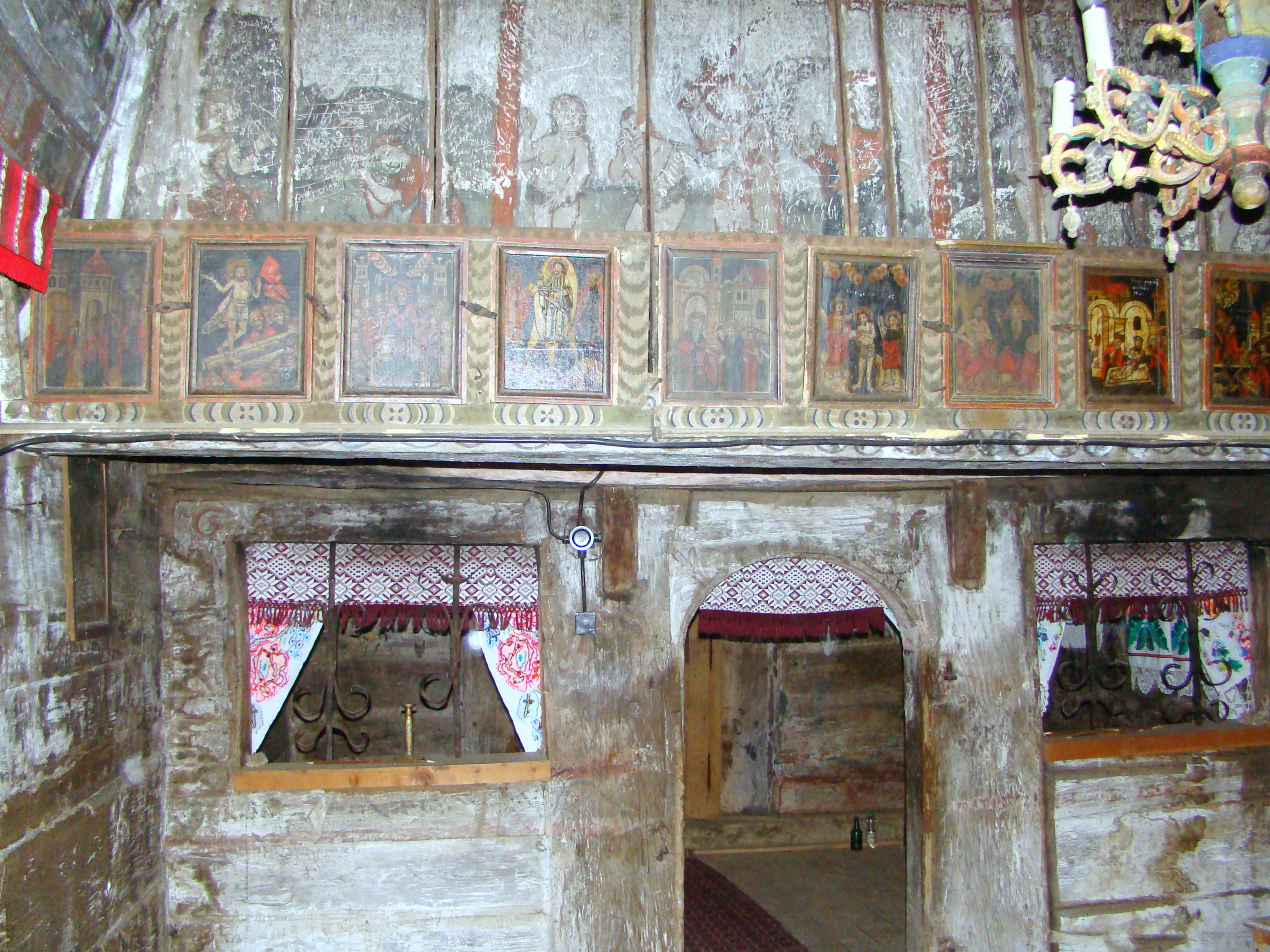
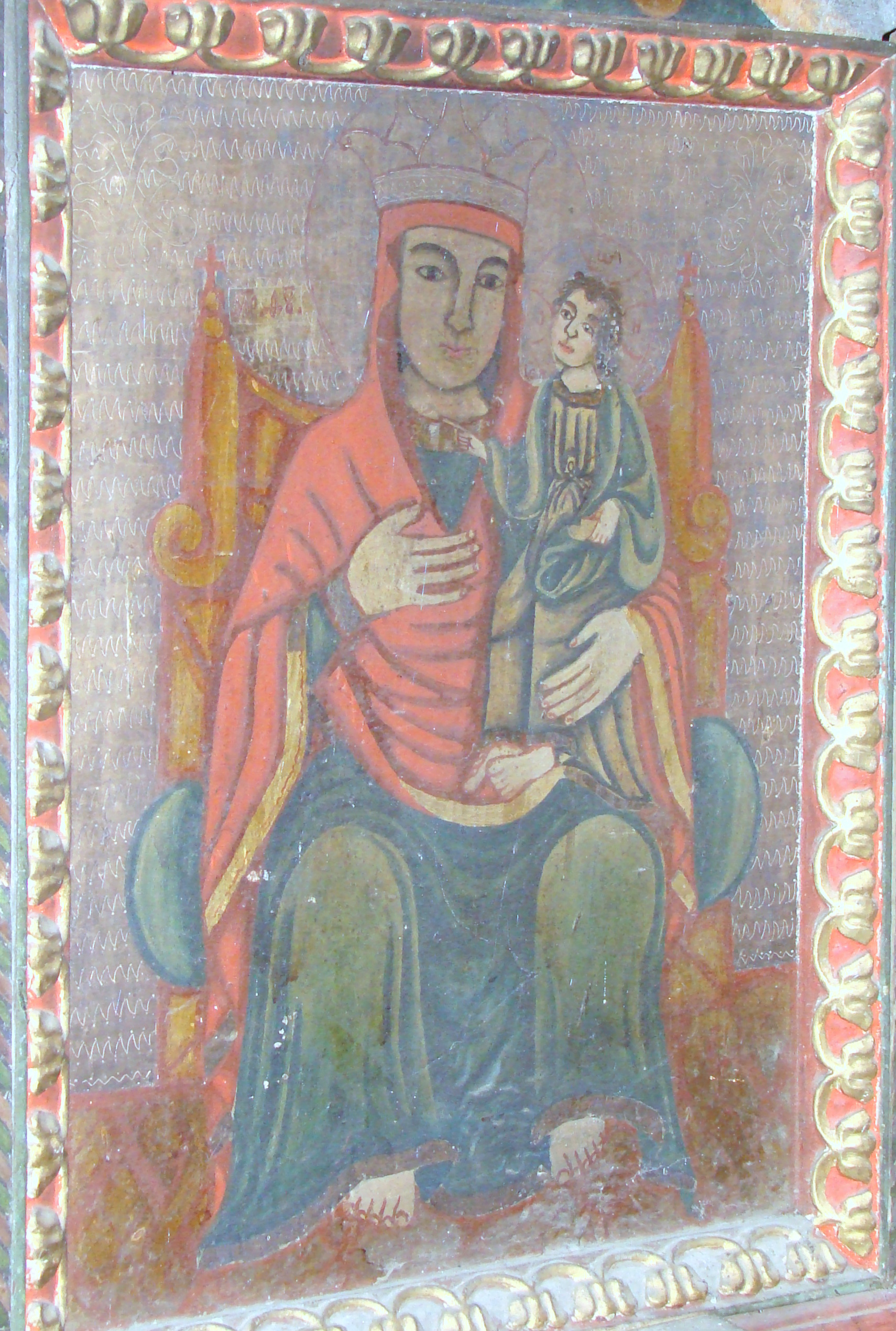
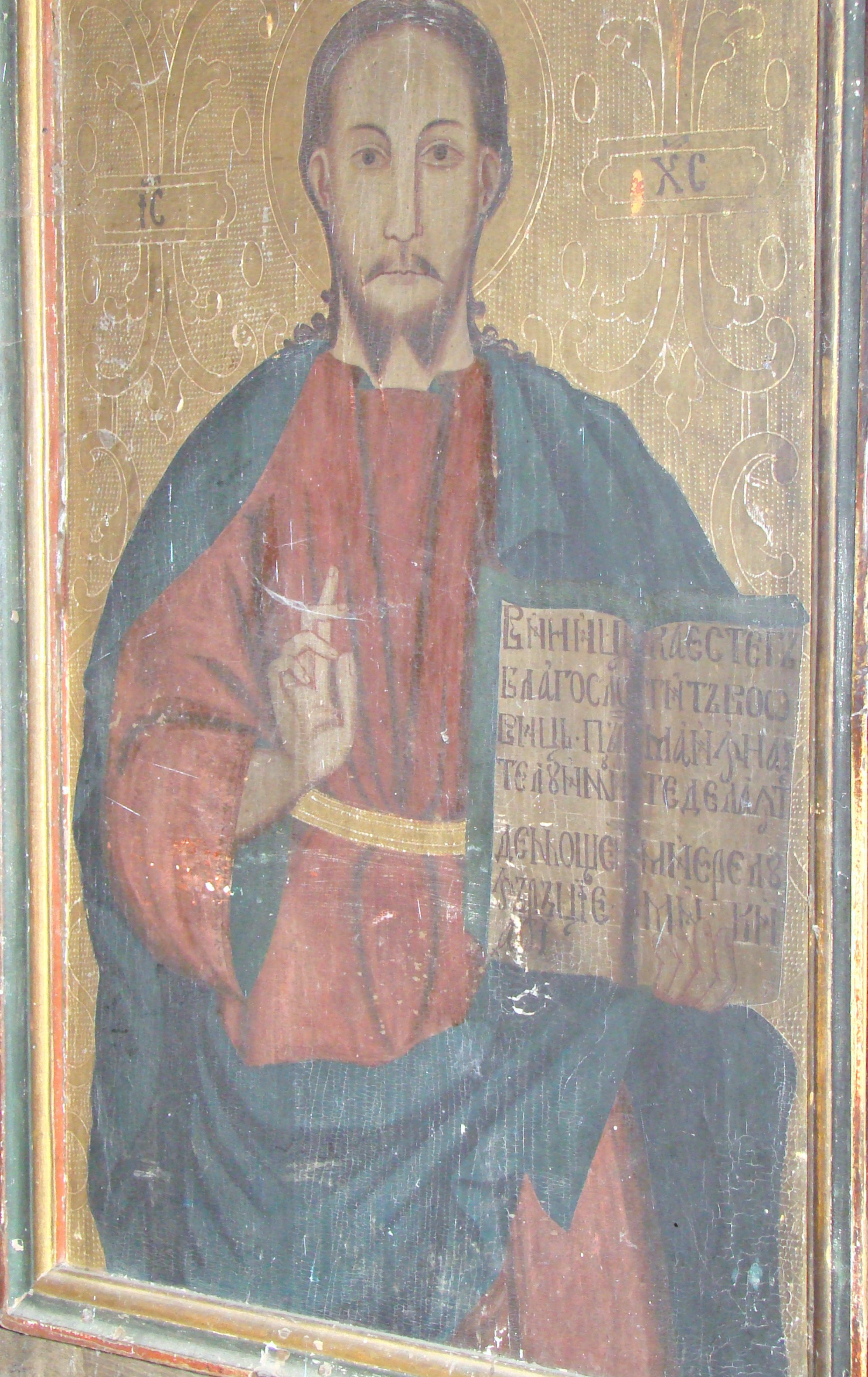
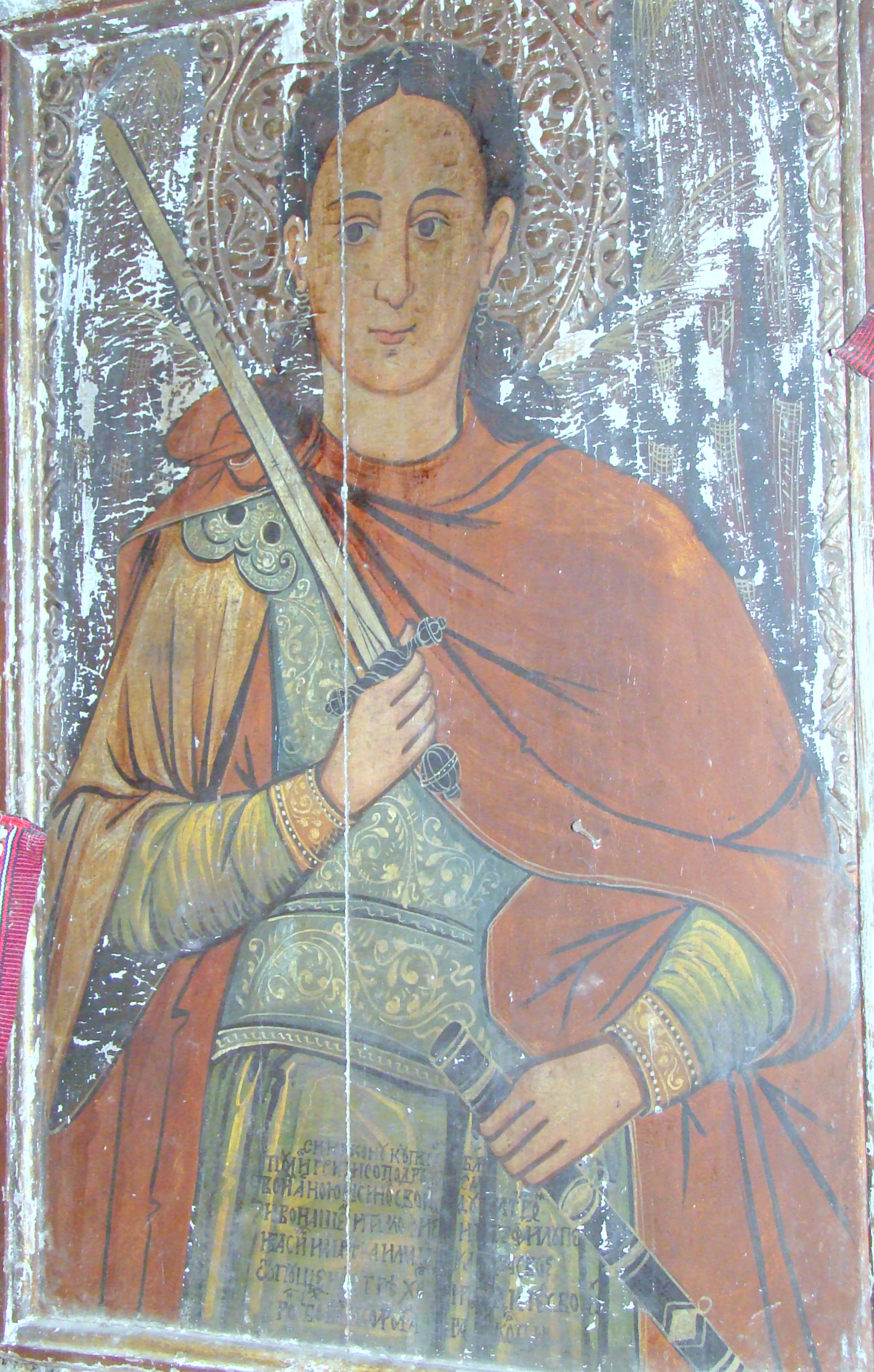
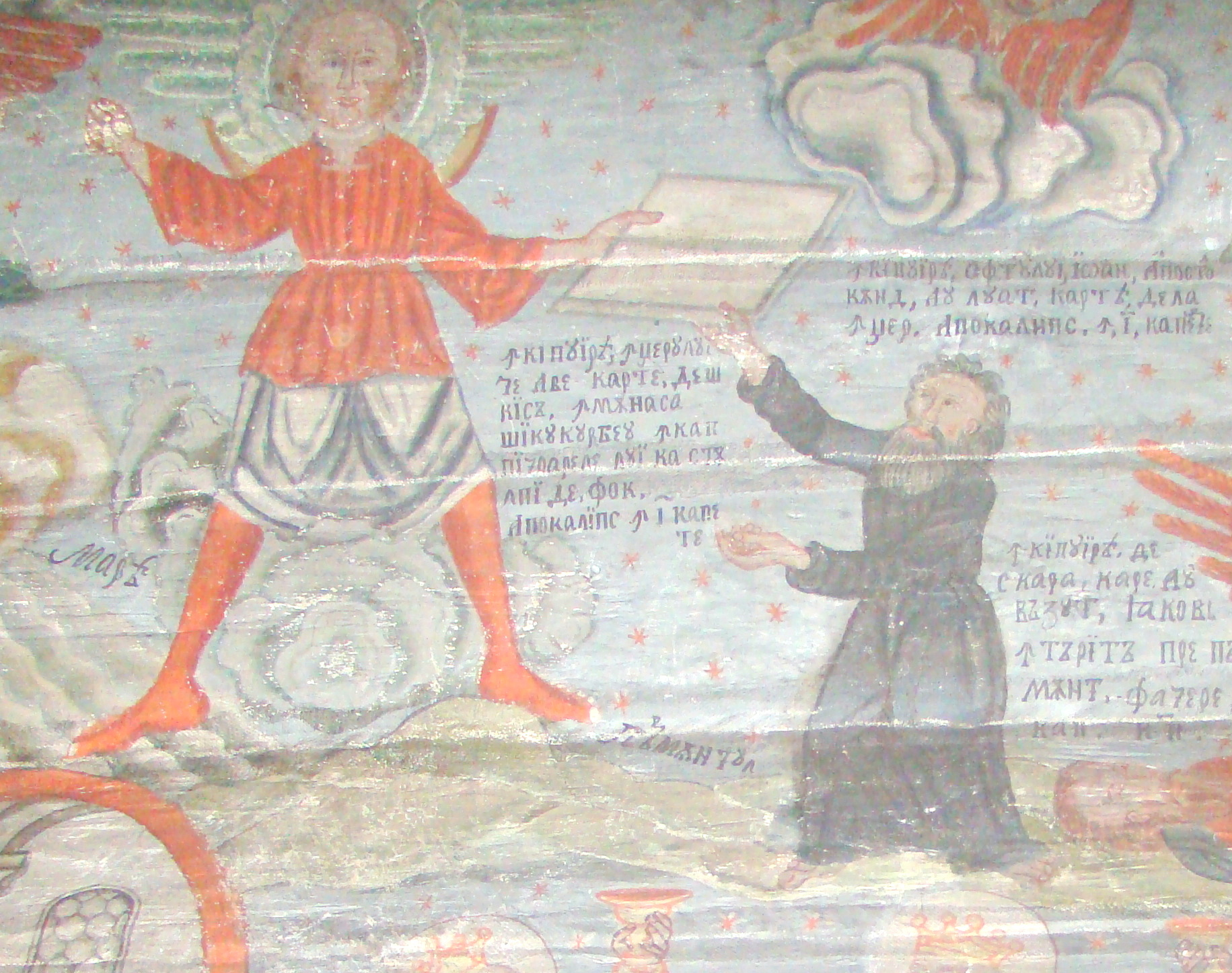
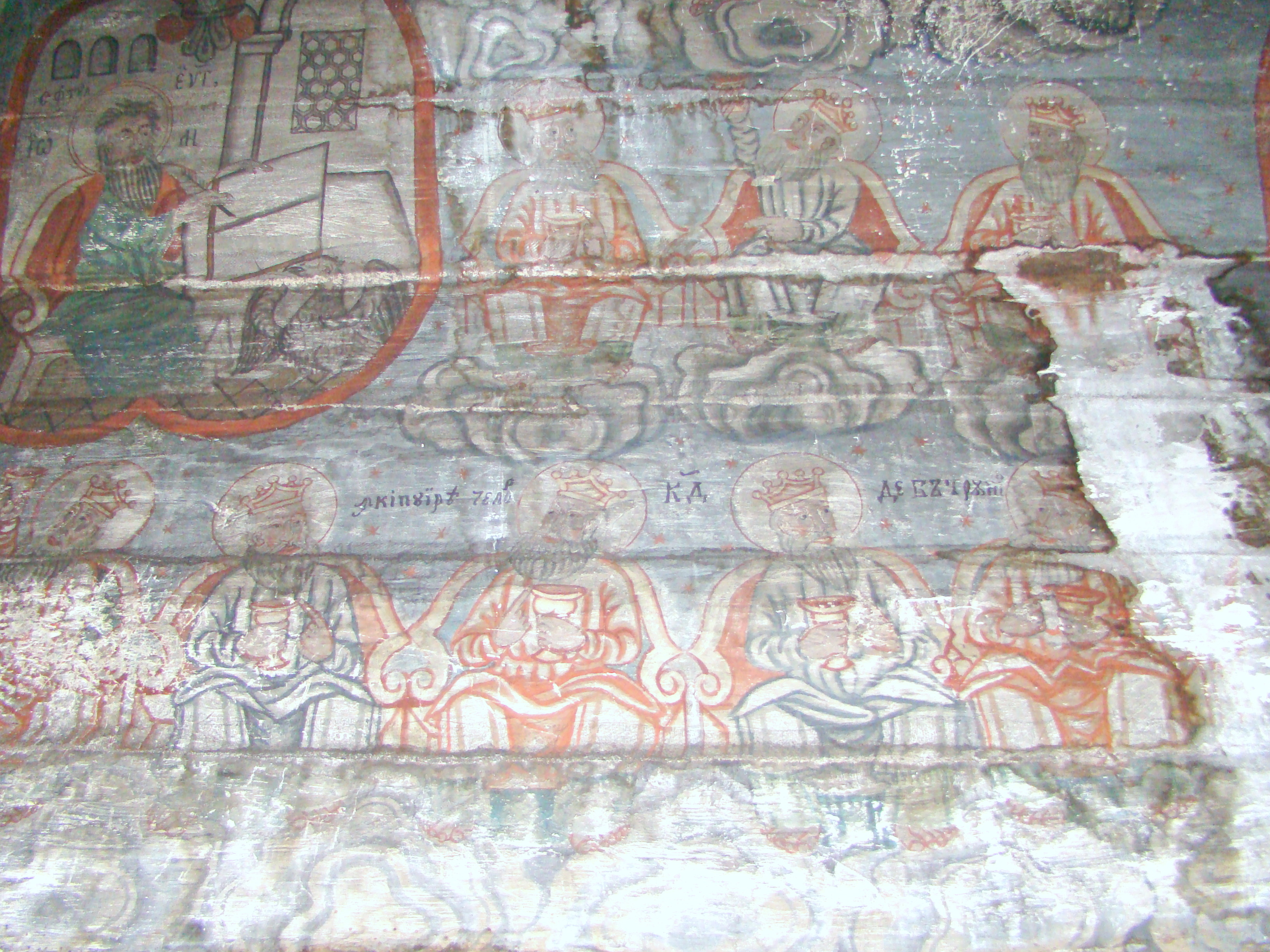
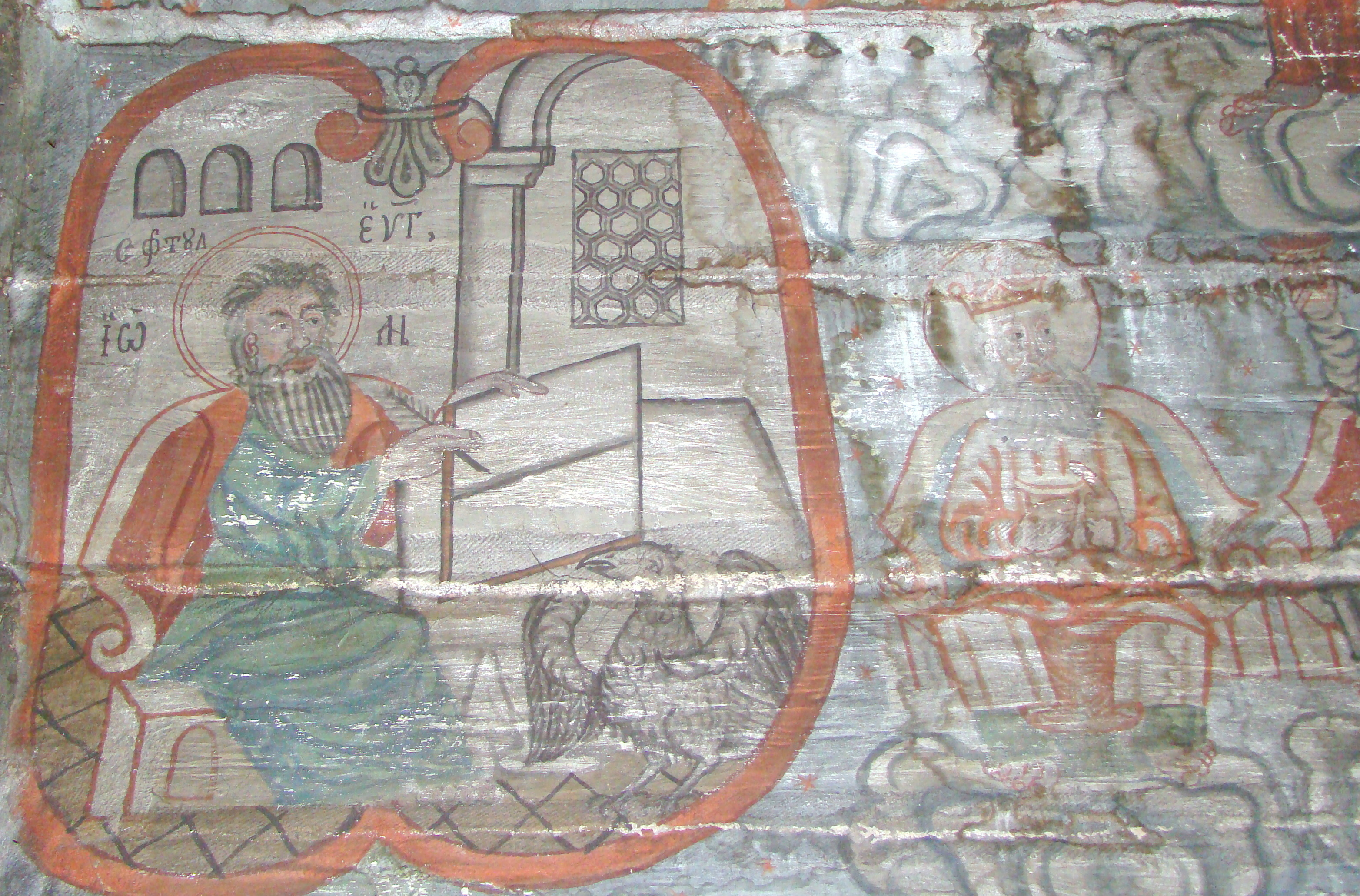
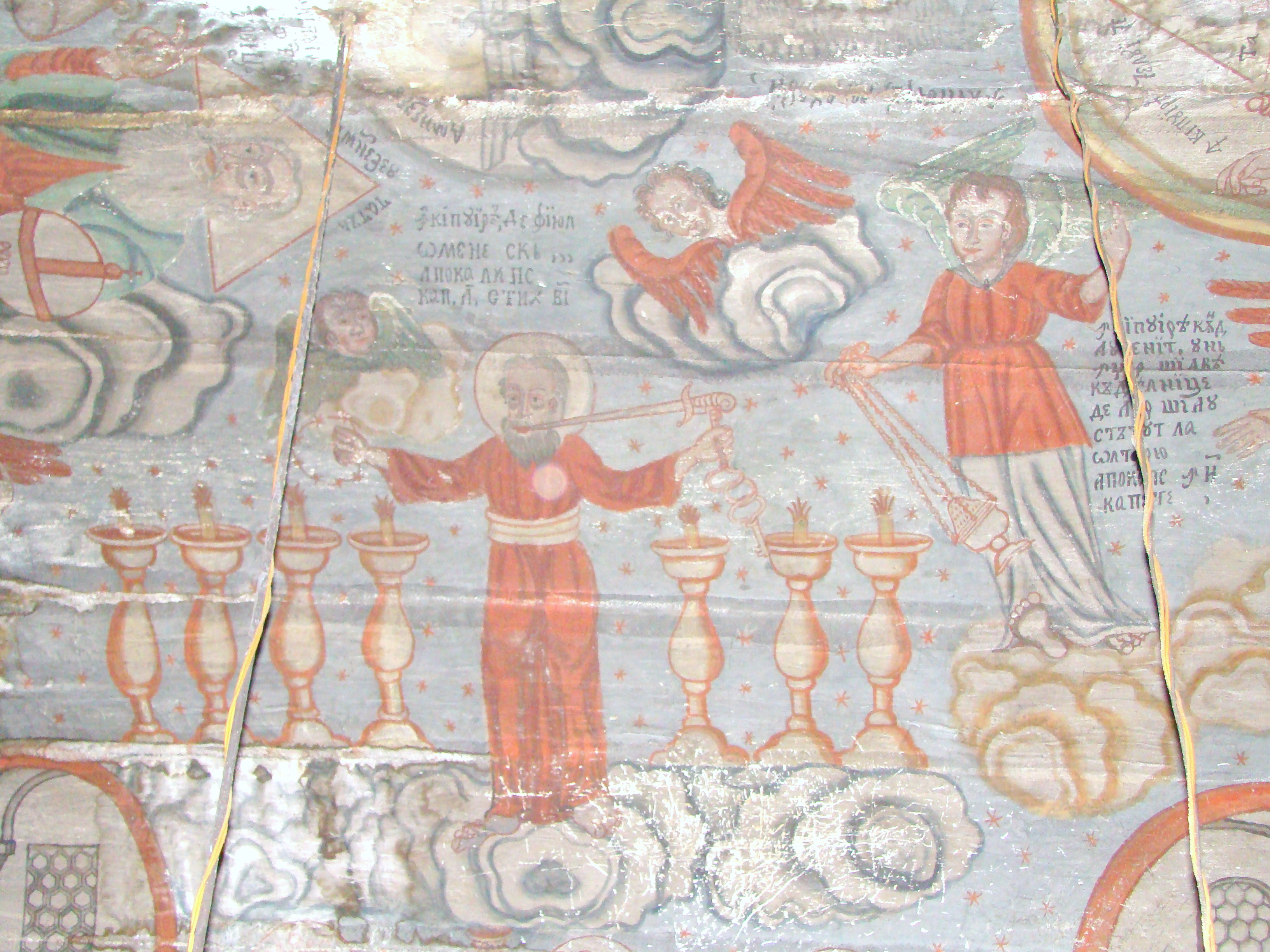
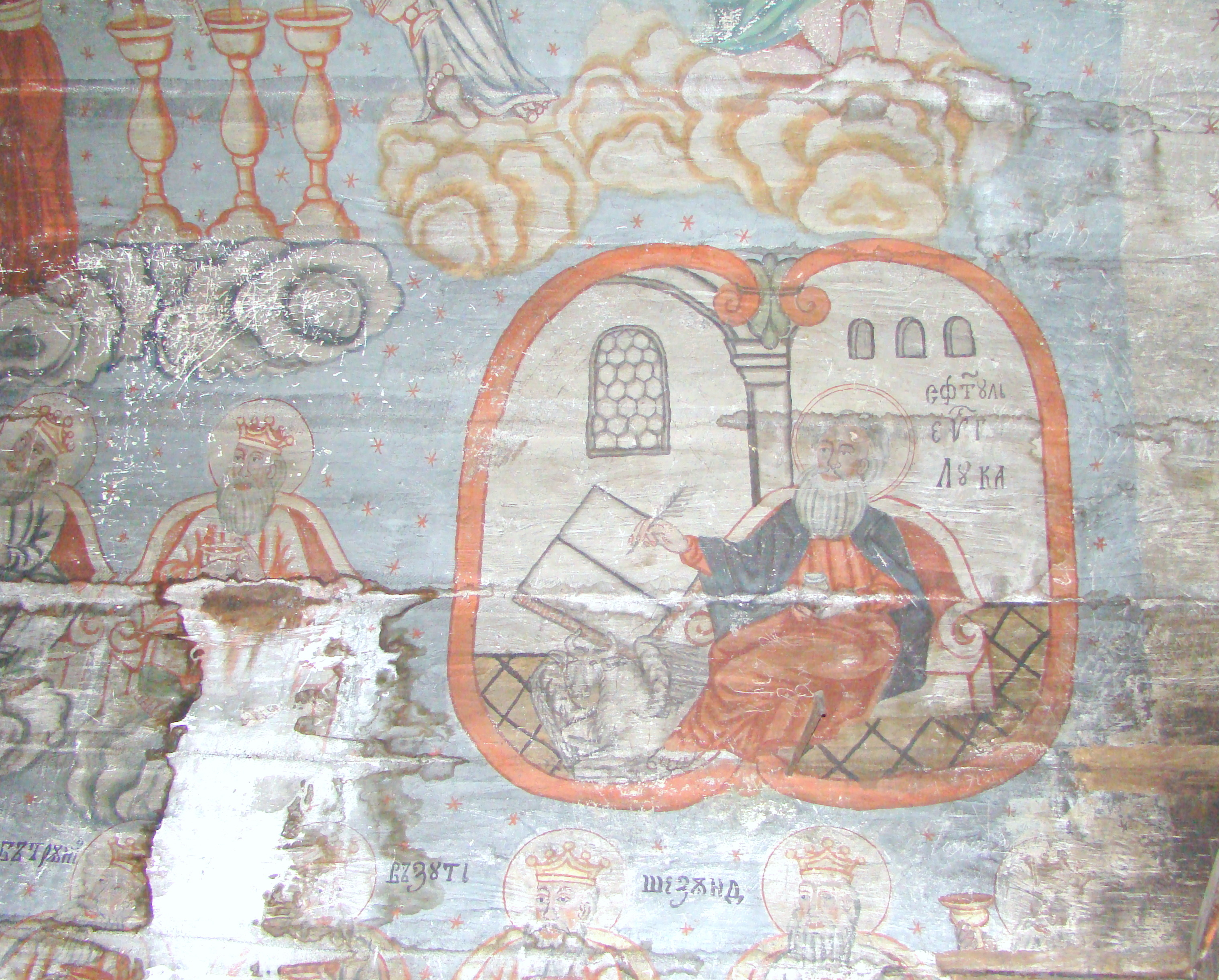
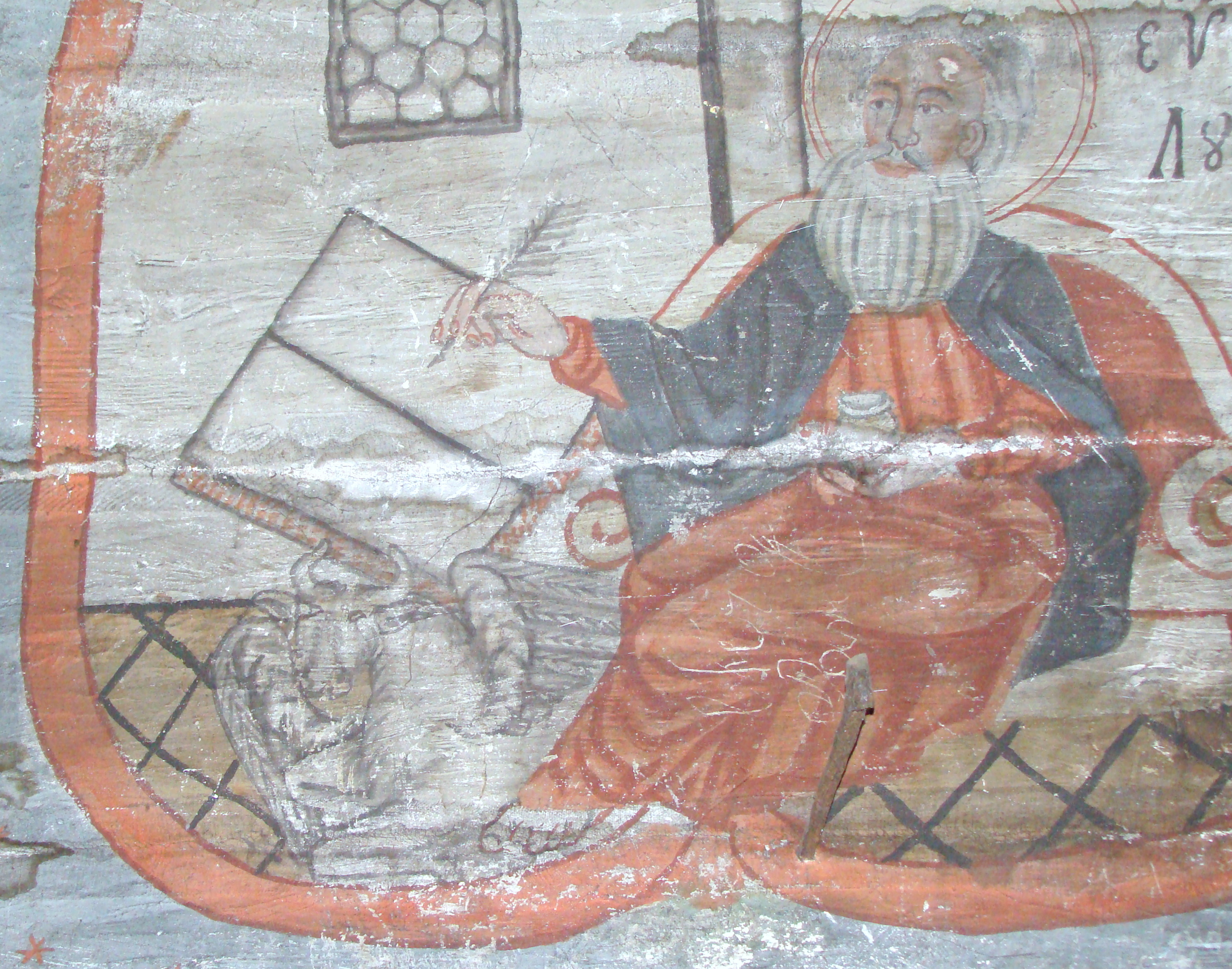
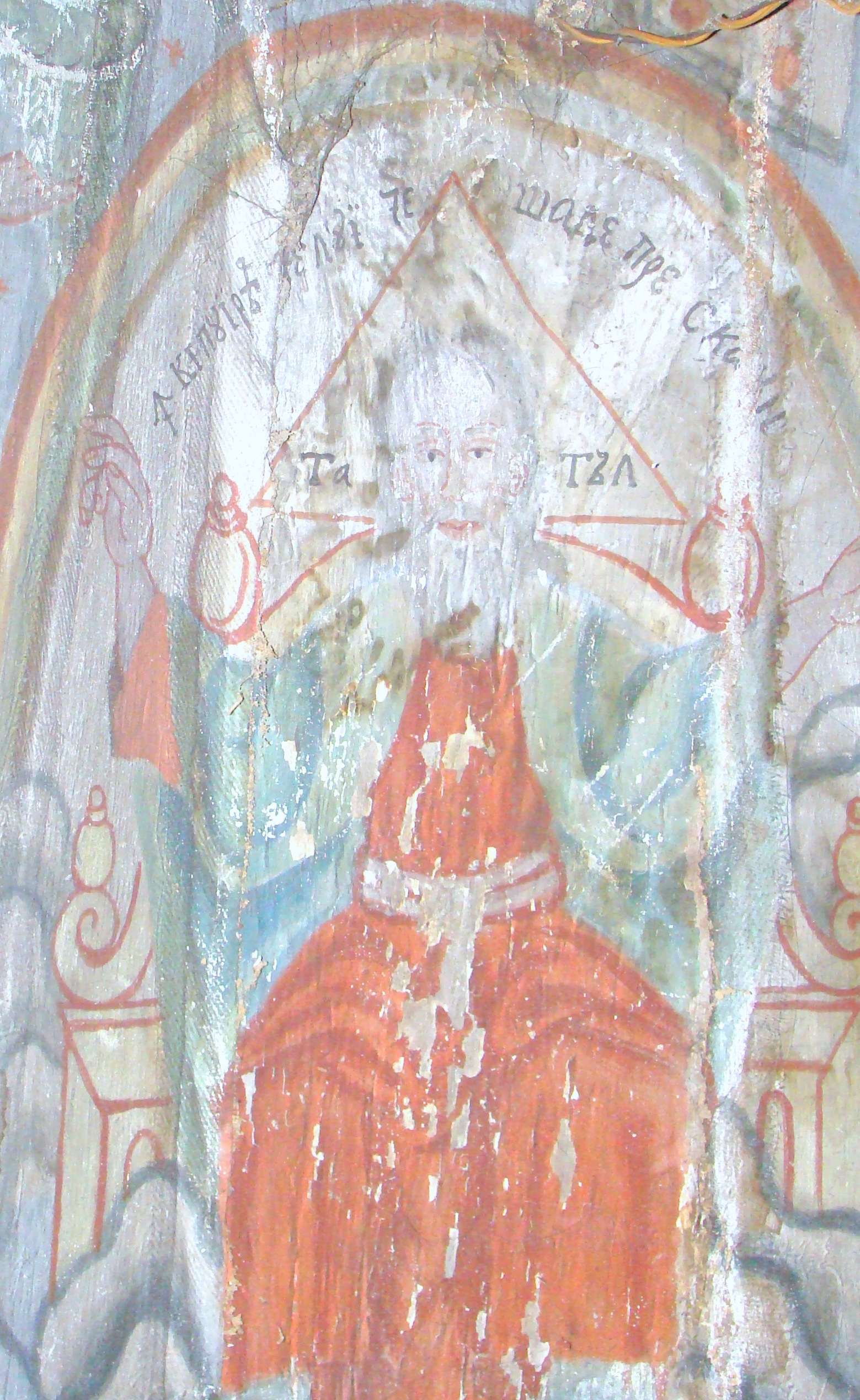
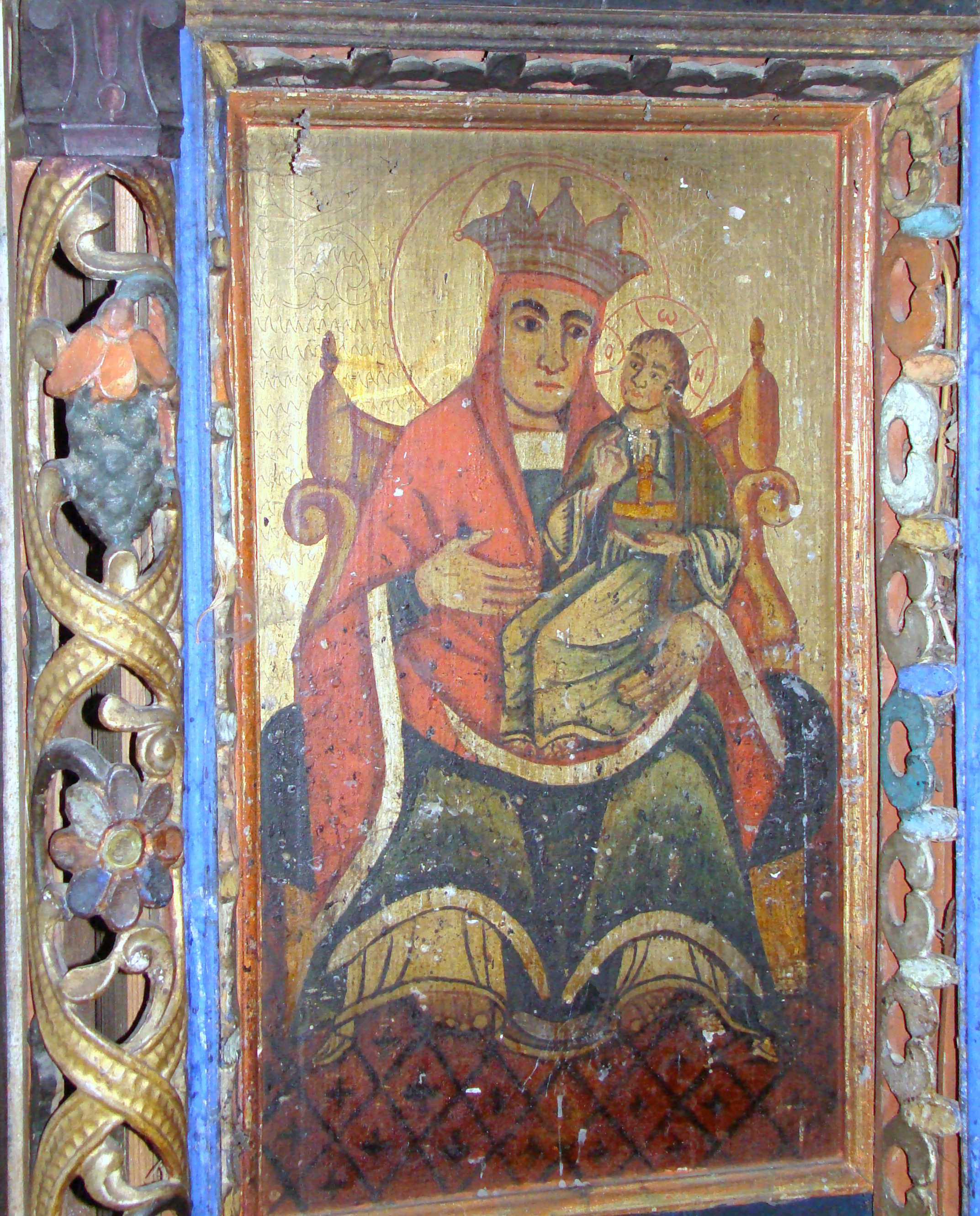
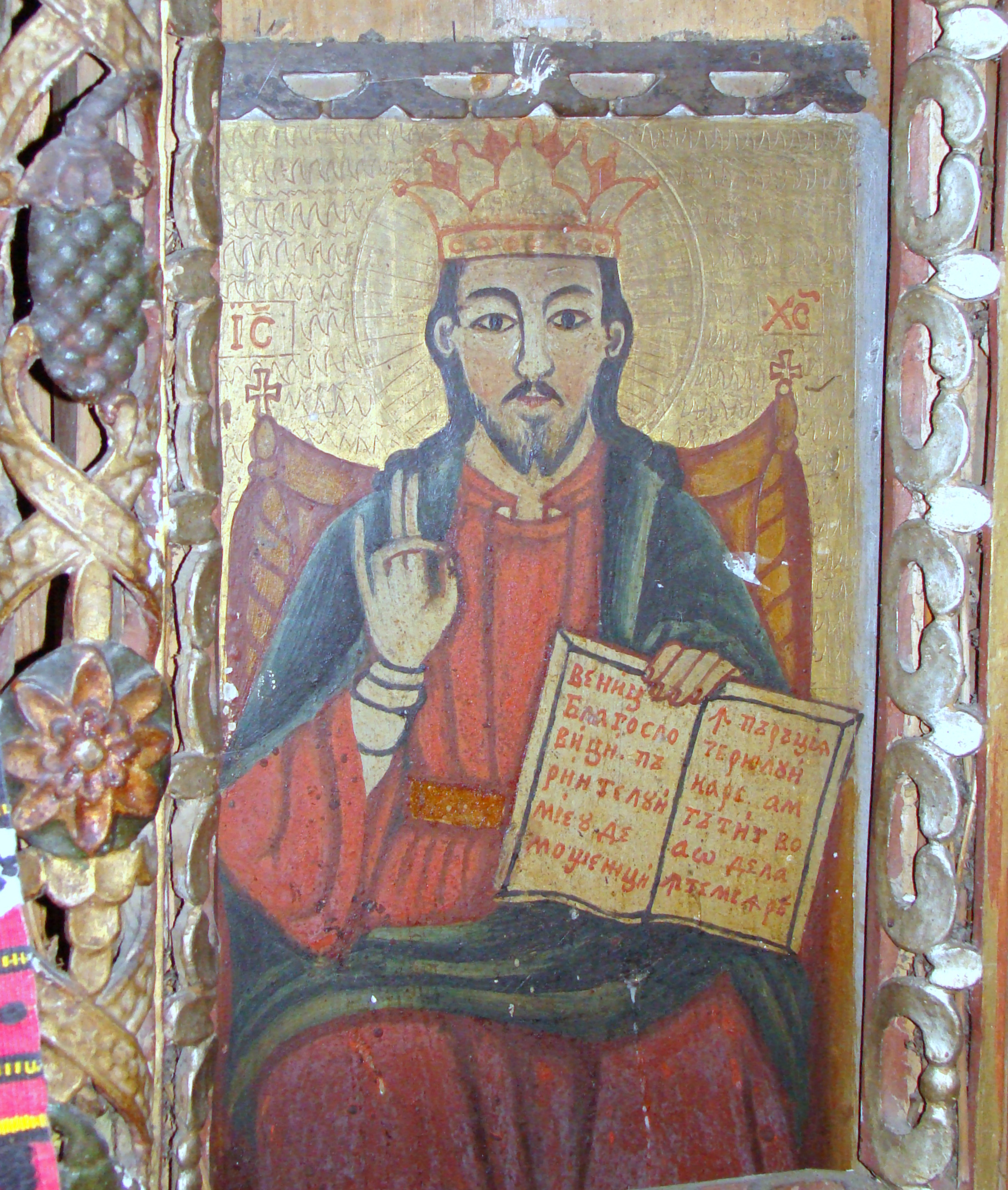
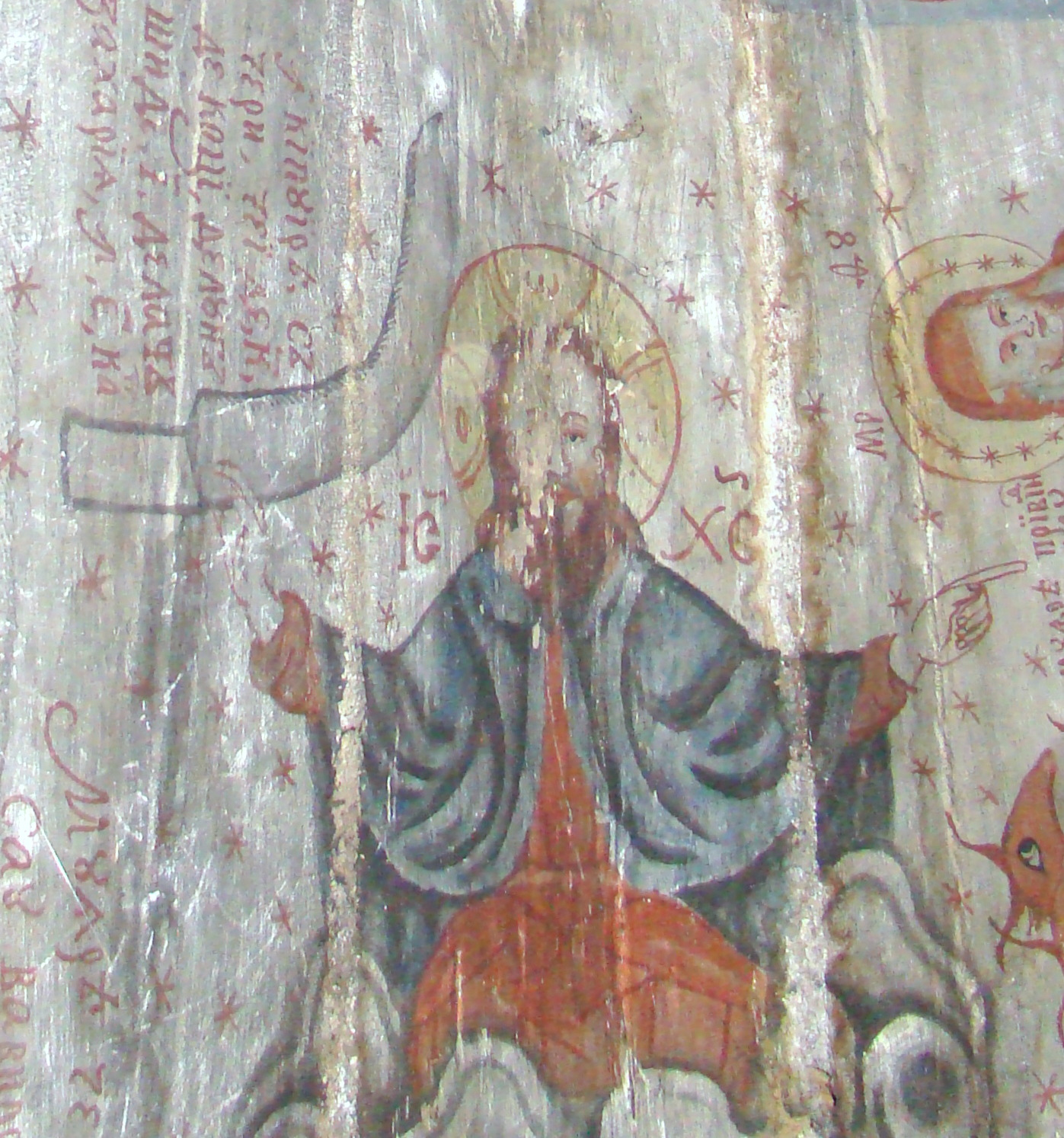
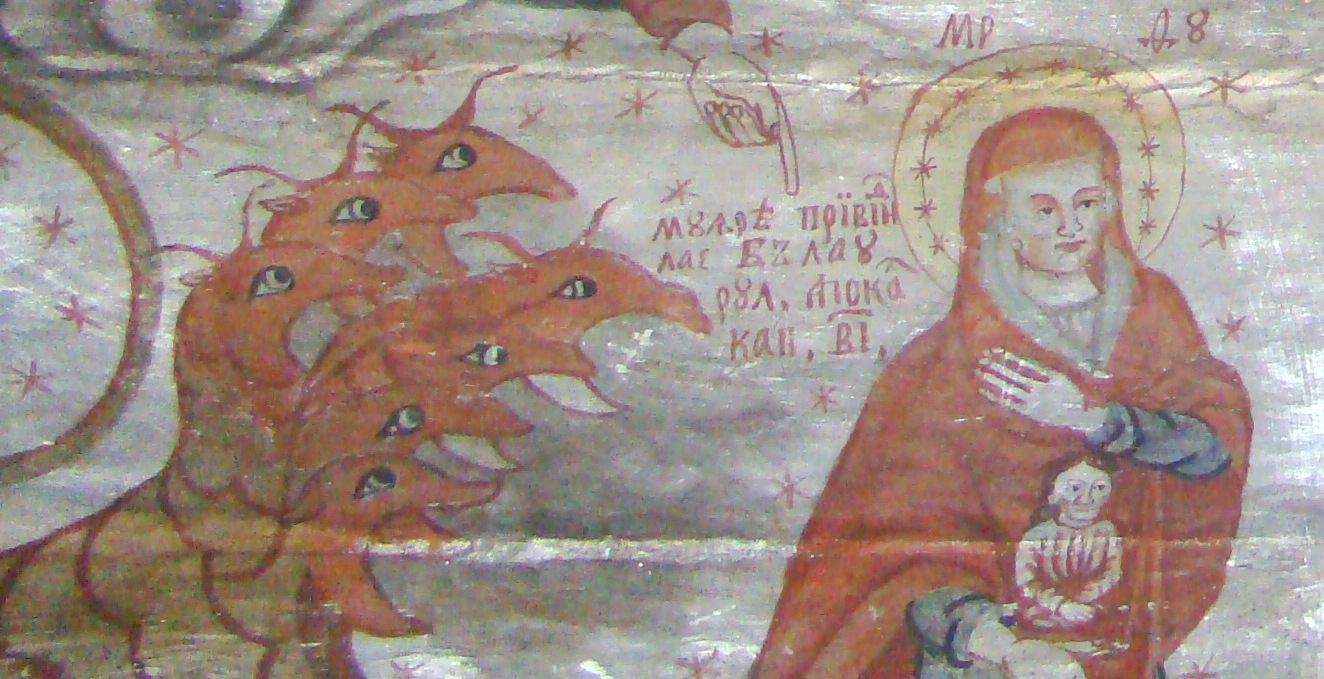
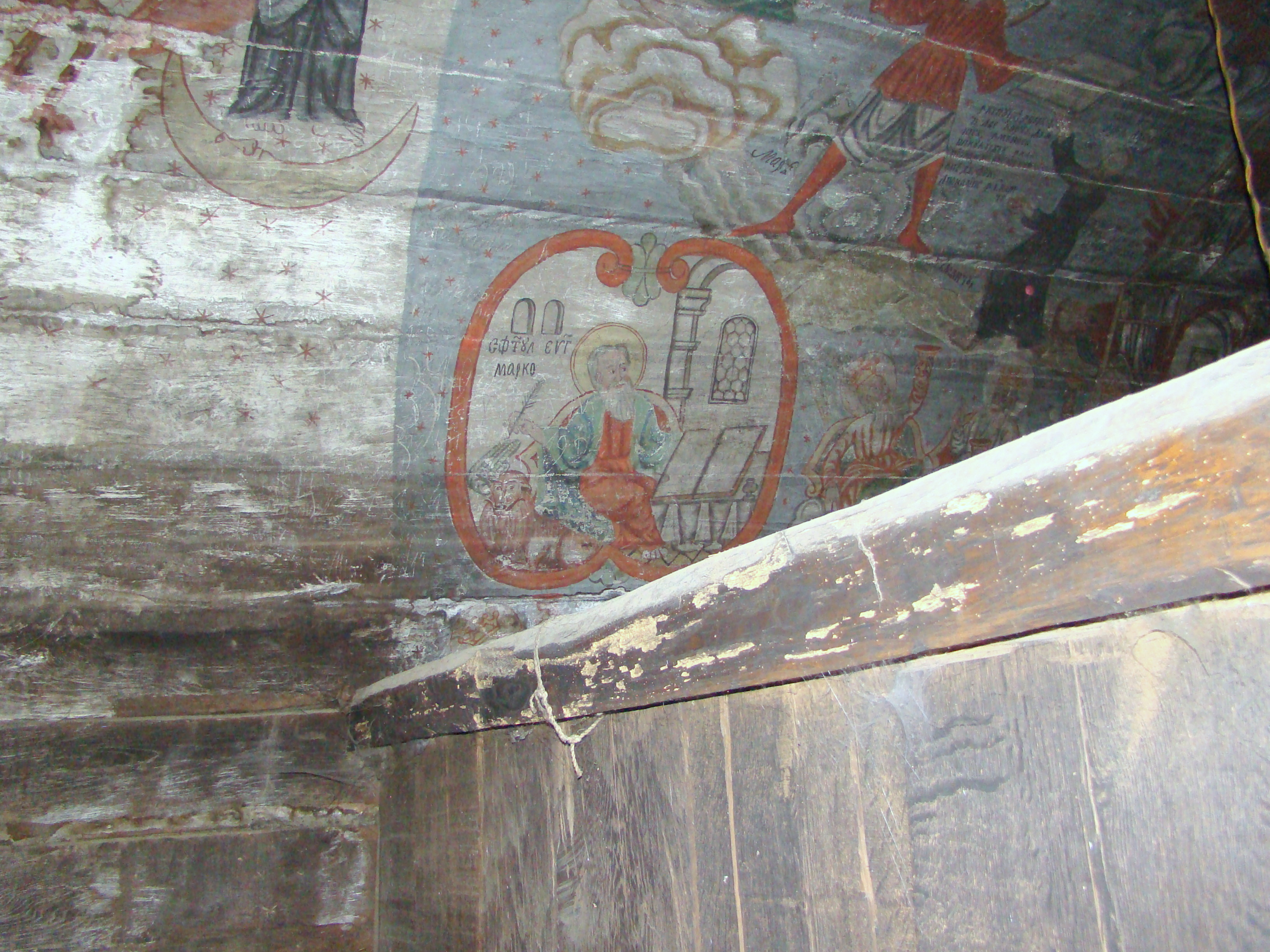
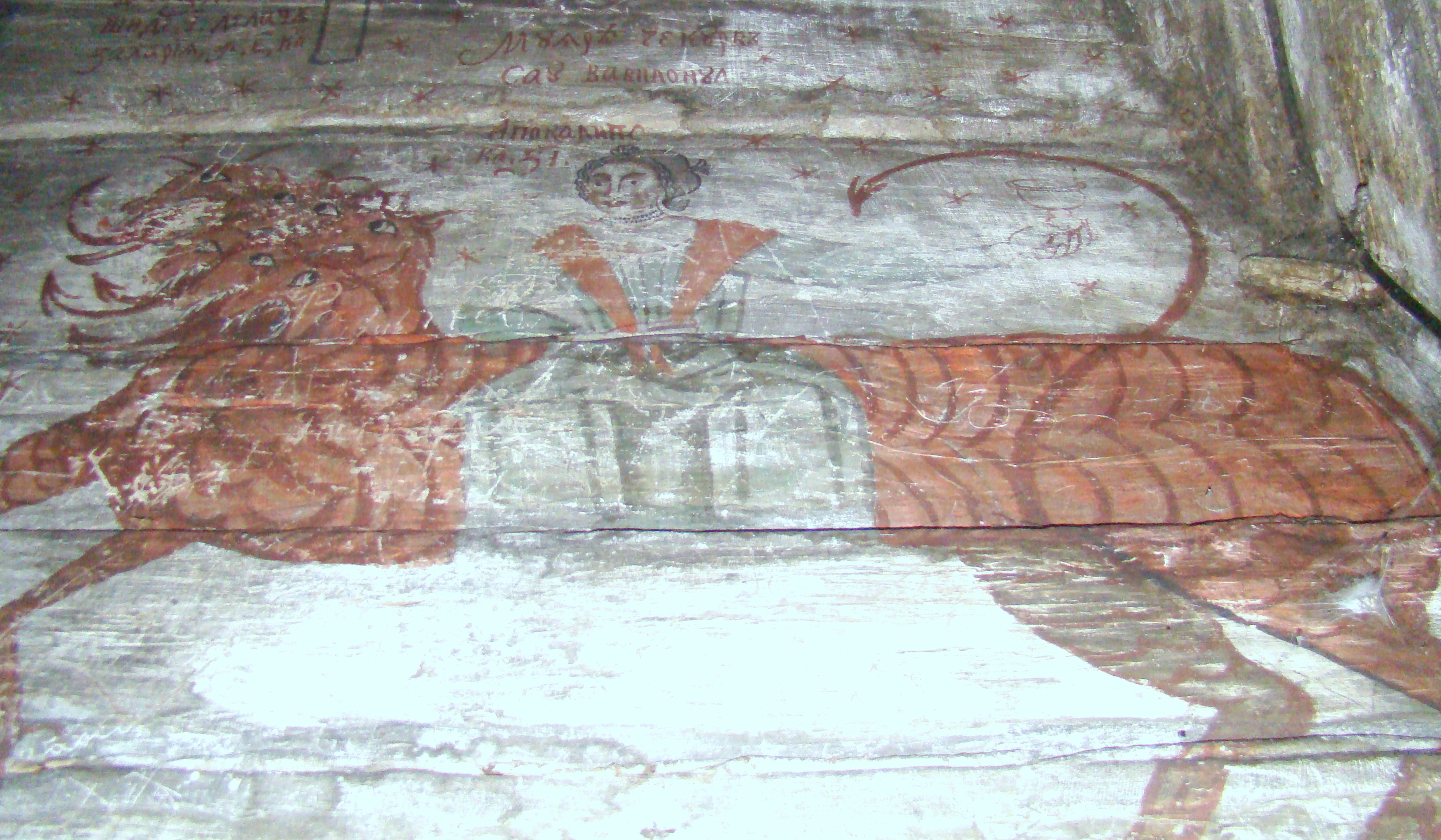
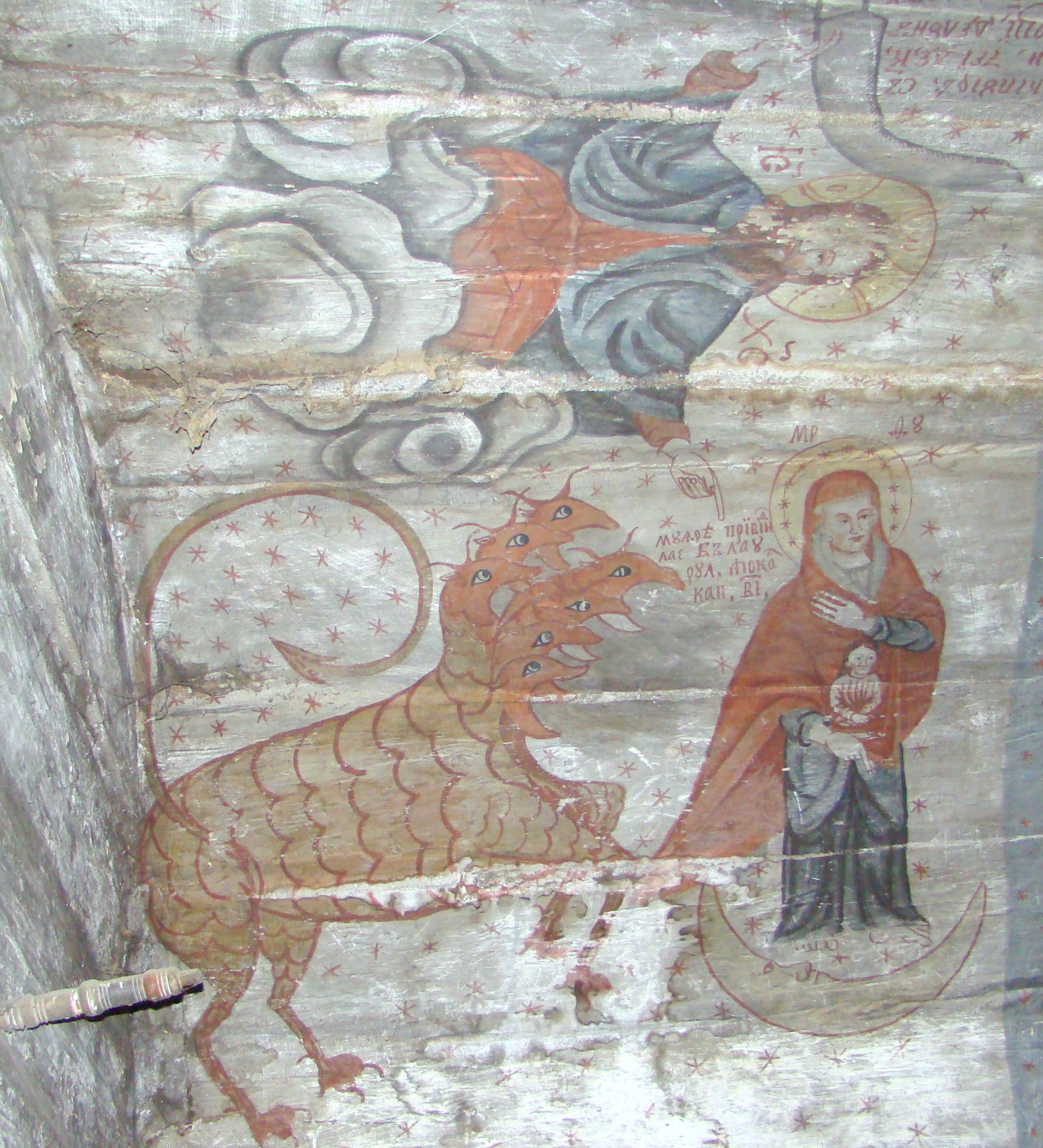
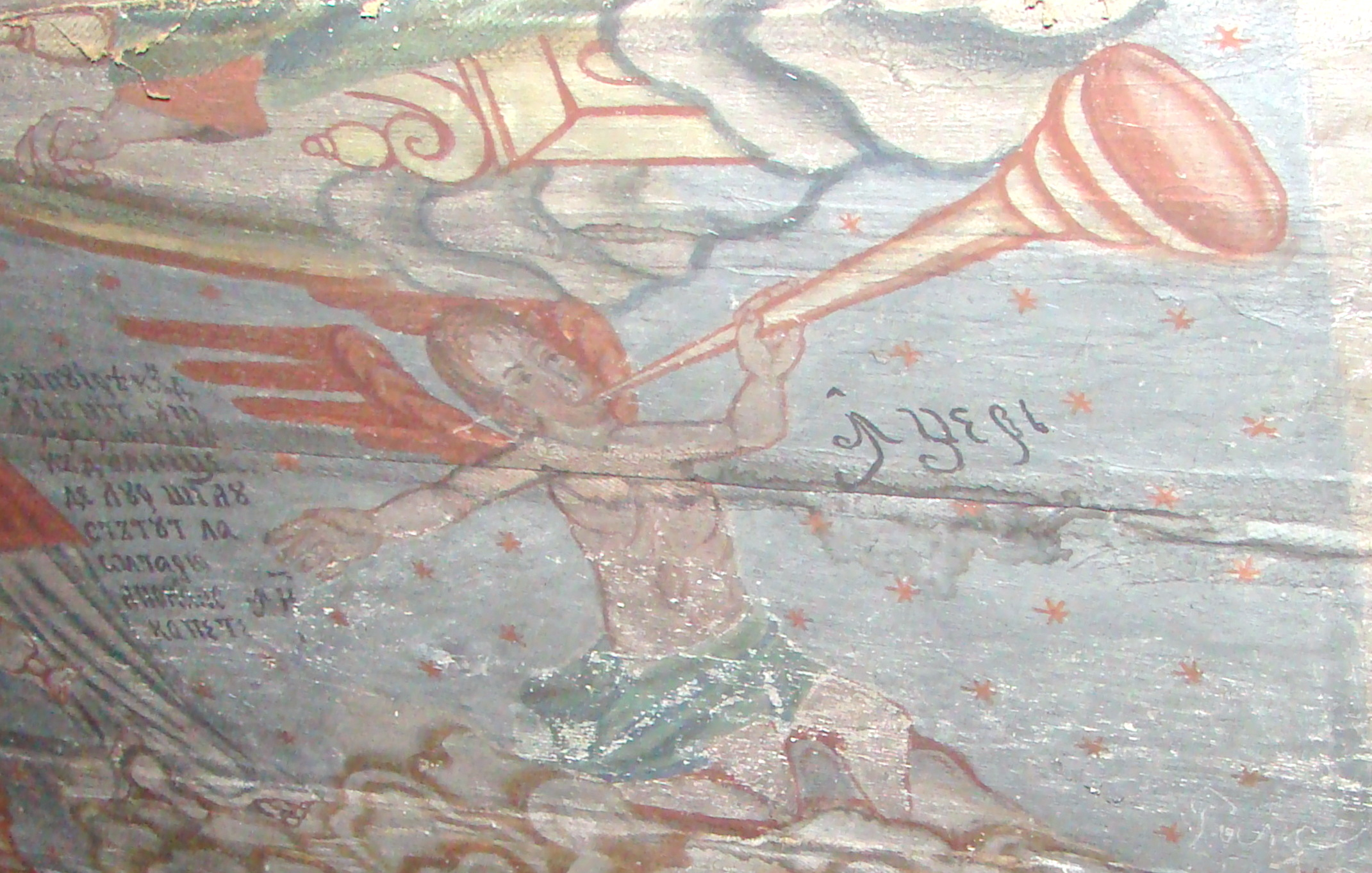
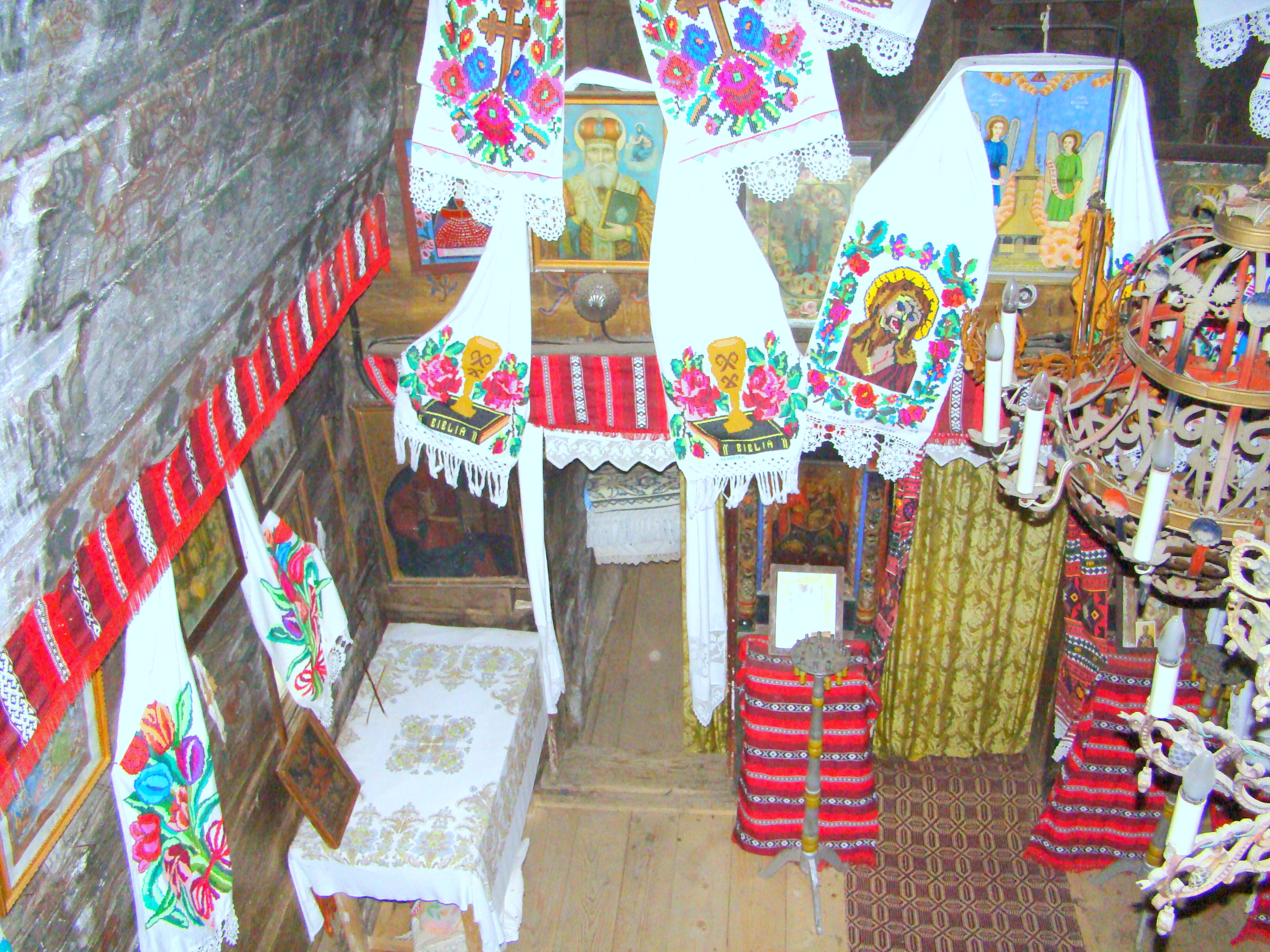
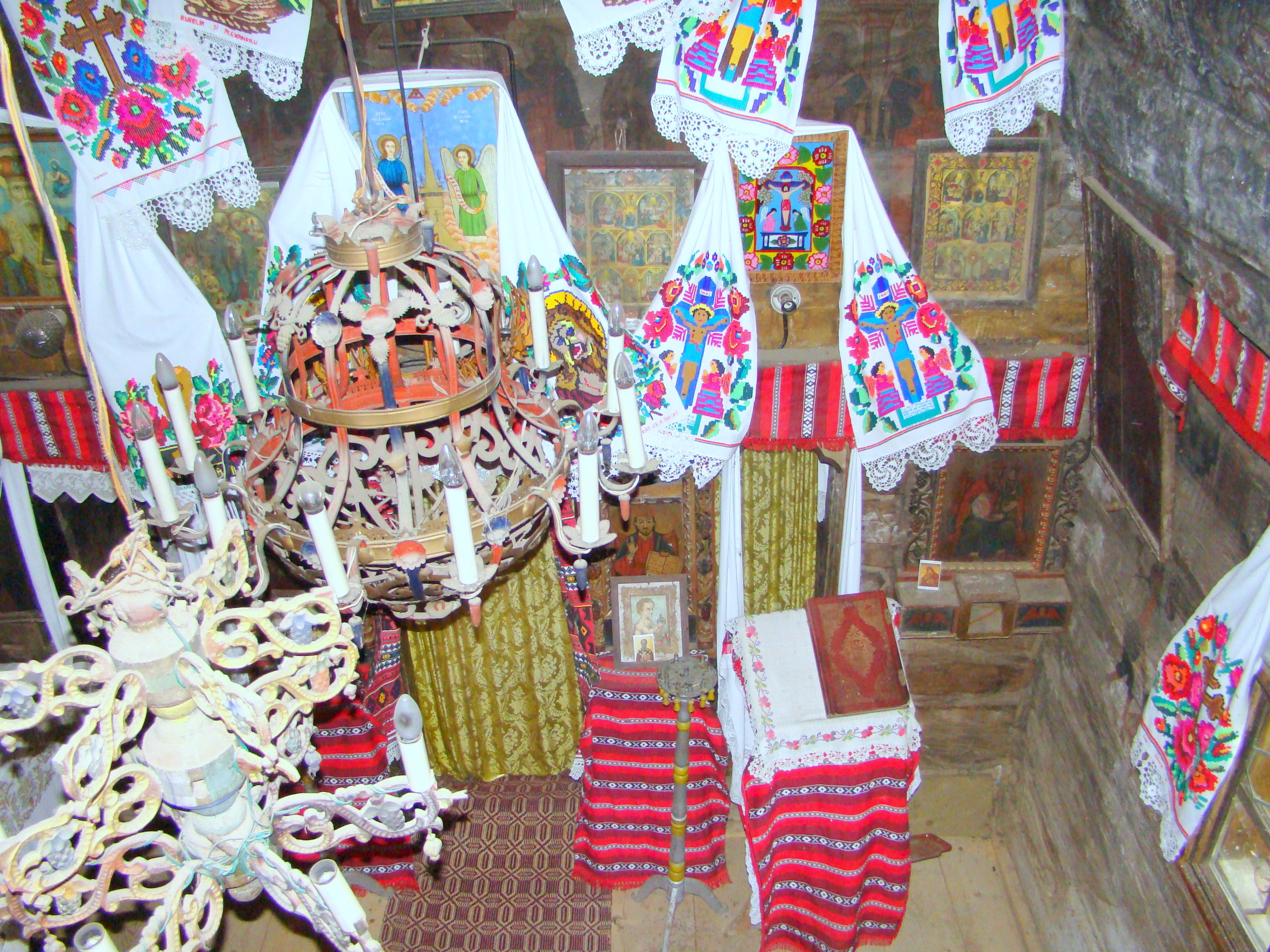